# Gamal Abdel Nasser
Gamal Abdel Nasser (em árabe: جمال عبد الناصر; Alexandria, 15 de janeiro de 1918 – Cairo, 28 de setembro de 1970) foi um militar e político egípcio, presidente de seu país de 1954 até sua morte em 1970.
Depois de ter frequentado o ensino liceal entrou na Real Academia Militar, na qual se formou em 1938, onde terá reunido os membros do Movimento dos Oficiais Livres. A sua sociedade revolucionária planejava mudar o rumo dos acontecimentos. Para tal pretendia afastar o rei Faruque I, aproveitando o insucesso da campanha egípcia contra Israel em 1948, e conduzir a uma radical alteração das políticas governamentais. Em 1953, quando a monarquia foi abolida e implantada uma república, no ano seguinte ele se tornou presidente e os partidos foram banidos.
Notabilizou-se, ao lado de Jawaharlal Nehru e outros, como um dos líderes carismáticos do movimento terceiro-mundista, o que lhe rendeu grande fama em todos os países do dito "Terceiro Mundo". Nasser promoveu, durante seus quase vinte anos no poder, forte política nacionalista, fomentando o movimento pan-arabista, e acabou por levar o Egito a uma efêmera associação com a Síria (a República Árabe Unida). Um marco importante de sua liderança foi a nacionalização do Canal de Suez, que resultou na Guerra de Suez (1956), em função da resposta militar da França e do Reino Unido. As duas potências coloniais do século XIX, contudo, viriam a descobrir que o mundo do pós-Segunda Guerra Mundial já não mais lhes pertencia. Sem o apoio norte-americano ou soviético, os exércitos francês e britânico foram obrigados a retirar-se do Egito.
Sua maior derrota política e militar foi na guerra dos seis dias em 1967 onde perdeu boa parte do seu poderio militar (aeronáutico), atacado pelos israelenses, quando estava preparado para retomar as colinas de Golan na Síria, invadidas por Israel. Perdeu igualmente parte do Sinai também para Israel.

## Início de vida

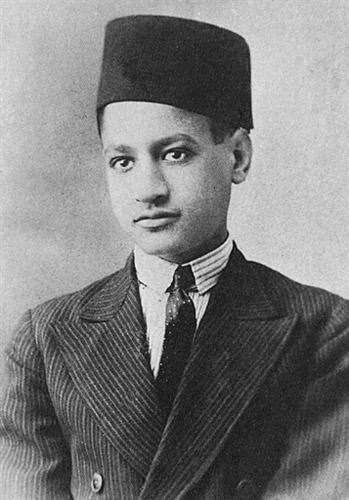
Nasser em 1931.

Gamal Abdel Nasser nasceu em 15 de janeiro de 1918 em Bakos, Alexandria, sendo o primeiro filho de Fahima e Abdel Nasser Hussein. O pai de Nasser era um funcionário dos correios nascido em Beni Mur, Alto Egito, e criado em Alexandria, e a família de sua mãe era de Mallawi, Minia. Seus pais casaram-se em 1917, e mais tarde tiveram mais dois meninos, Izz al-Arab e al-Leithi. Robert Stephens e Said Aburish, biógrafos de Nasser, escreveram que a família de Nasser acreditava firmemente na "noção árabe de glória", desde o nome dado ao irmão de Nasser, Izz al-Arab, cuja tradução é "Glória dos Árabes" — um raro nome no Egito.
A família de Nasser viajava frequentemente devido ao trabalho de seu pai. Em 1921, mudaram-se para Assiut e, em 1923, para Khatatba, onde o pai de Nasser dirigiu uma estação de correios. Nasser frequentou uma escola primária para os filhos de ferroviários até 1924, quando foi enviado para viver com seu tio paterno no Cairo, e estudar na escola primária Nahhasin.
Nasser trocou cartas com sua mãe e visitou-a nos feriados. Ele parou de receber mensagens no final de abril de 1926. Ao retornar para Khatatba, ficou sabendo que sua mãe havia morrido após dar à luz seu terceiro irmão, Shawki, e que sua família havia ocultado dele esta notícia. Nasser afirmou mais tarde que "perdê-la desta forma foi um choque tão profundo que o tempo não conseguiu remediar." Ele adorava sua mãe e o sofrimento por sua morte se aprofundou quando seu pai casou-se novamente antes do fim do ano.
Em 1928, Nasser foi a Alexandria para viver com seu avô materno e estudar na escola municipal elementar de Attarin. Ele saiu deste educandário em 1929, indo estudar em um internato privado de Heluã, e mais tarde voltou a Alexandria para ingressar na escola secundária Ras el-Tin e juntar-se ao seu pai, que trabalhava para o serviço postal da cidade. Foi em Alexandria que Nasser se envolveu no ativismo político. Depois de testemunhar confrontos entre manifestantes e policiais na Praça Manshia, juntou-se à manifestação sem estar consciente do seu propósito. O protesto, organizado pela ultranacionalista Partido do Jovem Egito, pediu o fim do colonialismo no país na sequência da anulação da constituição egípcia de 1923 pelo primeiro-ministro Ismail Sedky. Nasser foi preso e detido por uma noite até ser resgatado por seu pai.

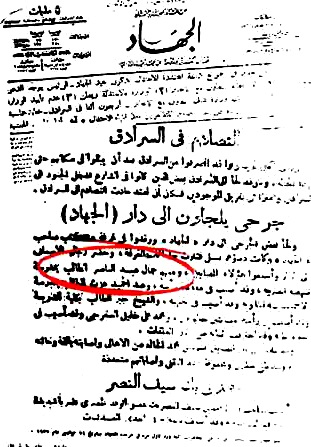
O nome de Nasser circulado em uma matéria de novembro de 1935 do jornal Al-Gihad.

Quando seu pai foi transferido para o Cairo em 1933, Nasser juntou-se a ele e frequentou a escola al-Nahda al-Masria. Ele assumiu a atuação em peças de teatro da escola por um breve período e escreveu artigos para o jornal da escola, incluindo uma peça sobre o filósofo francês Voltaire intitulada de "Voltaire, o Homem da Liberdade". Em 13 de novembro de 1935, Nasser liderou uma manifestação estudantil contra o governo britânico, protestando contra uma declaração feita quatro dias antes pelo ministro das Relações Exteriores do Reino Unido, Samuel Hoare, que rejeitava as perspectivas para a restauração da Constituição de 1923. Dois manifestantes foram mortos e Nasser foi levemente ferido na cabeça por um disparo de um policial. O incidente fez com que obtivesse sua primeira menção na imprensa: o jornal nacionalista Al Gihad relatou que Nasser liderou o protesto e foi um dos feridos. Em 12 de dezembro, o novo rei, Faruque, emitiu um decreto que restaurou a constituição.

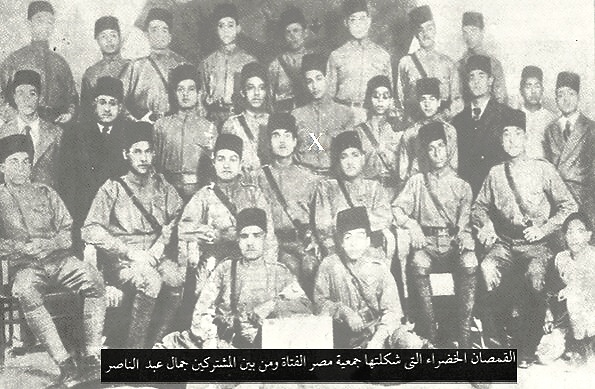
Gamal Abdul Nasser (ao centro, marcado com um "x") entre os camisas-verdes do Partido do Jovem Egito.

O envolvimento de Nasser em atividades políticas aumentou ao longo de seus anos escolares, de tal modo que ele só esteve presente em 45 dias de aulas durante seu último ano de escola secundária. Por dois anos, ele foi um membro dedicado do Partido do Jovem Egito, trabalhando na confecção do seu jornal, mas deixou-o pela ineficácia das ações do partido. Apesar de ter o apoio quase unânime das forças políticas do Egito, Nasser se opôs fortemente ao Tratado anglo-egípcio de 1936 por estipular a presença contínua de bases militares britânicas no país. No entanto, a agitação política no Egito diminuiu significativamente e Nasser retomou seus estudos em al-Nahda, onde, mais tarde naquele ano, recebeu seu certificado de conclusão.

### Influências iniciais
Aburish afirmou que Nasser não estava angustiado por suas frequentes deslocalizações, que ampliaram seus horizontes e mostraram-lhe divisões de classe da sociedade egípcia. Seu próprio status social estava bem abaixo da rica elite egípcia, e seu descontentamento com aqueles nascidos com riqueza e poder cresceu ao longo de sua vida. Nasser passou a maior parte do seu tempo livre lendo, particularmente em 1933, quando viveu perto da Biblioteca Nacional do Egito. Ele leu o Alcorão, os ditos de Maomé, as vidas de Sahaba (os companheiros de Maomé), e as biografias dos líderes nacionalistas Napoleão Bonaparte, Mustafa Kemal Atatürk, Otto von Bismarck, e Giuseppe Garibaldi, e a autobiografia de Winston Churchill.
Nasser foi muito influenciado pelo nacionalismo egípcio, defendido pelo político Mustafa Kamil, poeta Ahmed Shawqi, e seu instrutor anticolonialista na Academia Militar Real, Aziz al-Masri, a quem Nasser expressou sua gratidão em uma entrevista em 1961. Ele foi especialmente influenciado pelo romance do escritor egípcio Tawfiq al-Hakim, O Retorno do Espírito, em que al-Hakim escreveu que o povo egípcio só precisava de um "homem em quem todos os seus sentimentos e desejos serão representados e que será para eles um símbolo de seu objetivo". Nasser mais tarde creditou o romance como sua inspiração para iniciar a revolução de 1952.

## Carreira militar

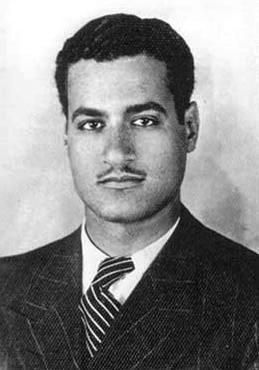
Retrato de Nasser na faculdade de direito em 1937.

Em 1937, Nasser candidatou-se à Academia Real Militar para o treinamento de oficiais do exército, mas seu registro policial por protestos contra o governo inicialmente bloqueou sua entrada. Decepcionado, matriculou-se na escola de direito da Universidade Rei Fuad (atual Universidade do Cairo), mas saiu depois de um semestre para se candidatar novamente à Academia Militar. De suas leituras, Nasser, que frequentemente falava sobre "dignidade, glória e liberdade" durante sua juventude, ficou encantado com as histórias de libertadores nacionais e conquistadores heroicos. Nesta mesma época, uma carreira militar tornou-se sua principal prioridade.
Convencido de que precisava de um wasta, ou um intermediário influente que promovesse sua candidatura em detrimento de outras, Nasser conseguiu um encontro com o Subsecretário de Guerra Ibrahim Khairy Pasha, a pessoa responsável pelo comitê de seleção da academia, e solicitou sua ajuda. Pasha concordou e patrocinou a segunda candidatura de Nasser, que foi aceita no final de 1937. Nasser focou em sua carreira militar a partir de então, e teve pouco contato com sua família. Na academia, conheceu Abdel Hakim Amer e Anwar Sadat, ambos os quais se tornaram assessores importantes durante sua presidência. Depois de se formar na academia em julho de 1938, foi comissionado como segundo-tenente na infantaria, e enviado para Mankabad. Foi ali que Nasser e seus camaradas mais próximos, incluindo Sadat e Amer, discutiram pela primeira vez a insatisfação deles com a corrupção generalizada no país e o desejo de derrubar a monarquia. Sadat escreveu mais tarde que por causa de sua "energia, pensamento lúcido e julgamento equilibrado", Nasser emergiu como o líder natural do grupo.

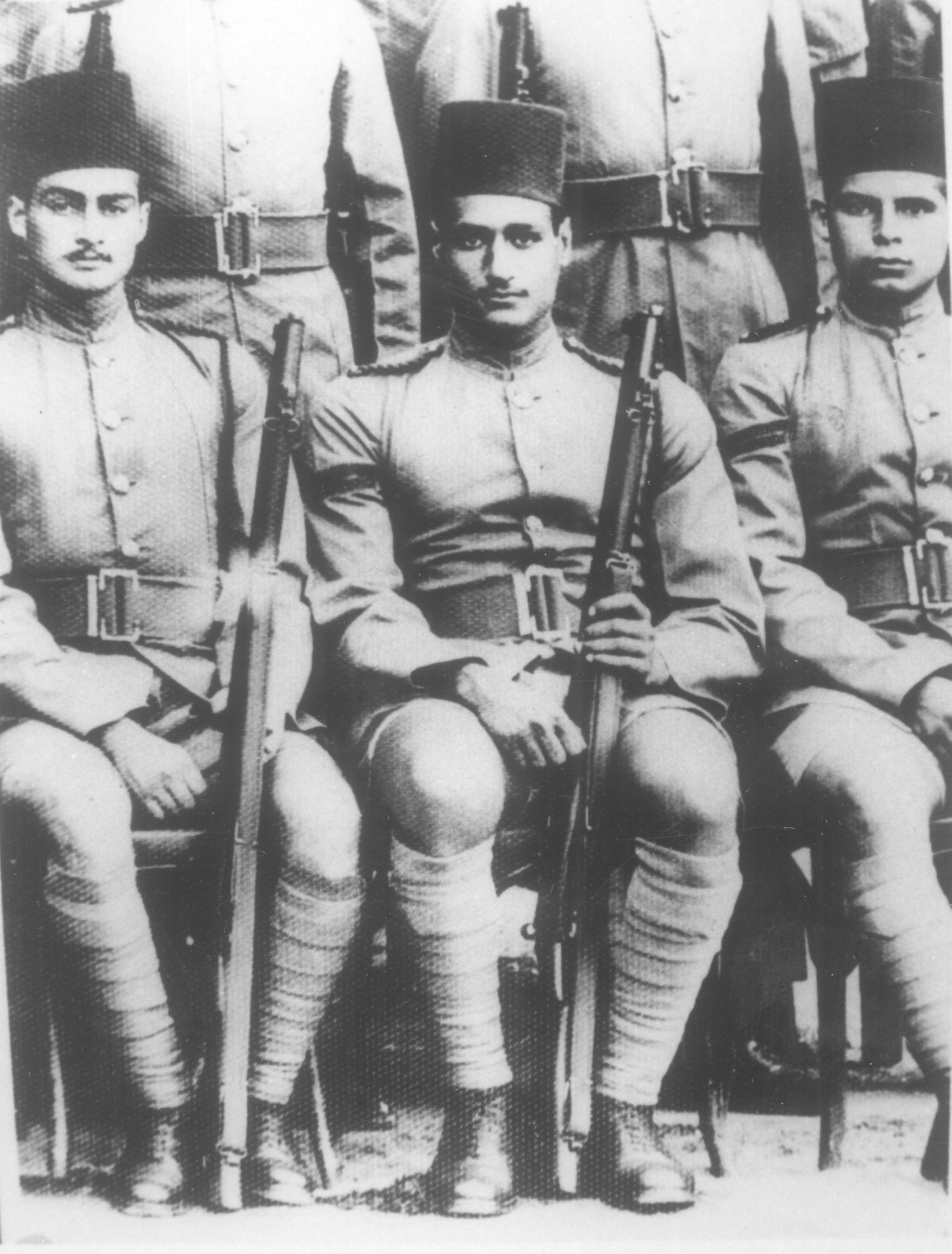
Nasser (à direita) com camaradas do exército, em 1940.

Em 1941, Nasser foi enviado a Cartum, Sudão, que era parte do Egito naquela época. Nasser voltou ao Sudão em setembro de 1942, depois de uma breve estada no Egito, e conseguiu um emprego como instrutor na Academia Militar Real do Cairo em maio de 1943. Em 1942, o embaixador britânico Miles Lampson entrou no palácio do rei Faruque e ordenou-o que destituísse o primeiro-ministro Hussein Sirri Pasha por ter simpatias pró-Eixo. Nasser viu o incidente como uma flagrante violação da soberania egípcia e escreveu, "Tenho vergonha de que o nosso exército não tenha reagido contra este ataque", e desejava uma "calamidade" para ultrapassar os britânicos. Mais tarde naquele ano, Nasser foi aceito no Colégio do Estado-Maior. Ele começou a formar um grupo de jovens oficiais militares com fortes sentimentos nacionalistas que apoiavam alguma forma de revolução. Nasser permaneceu em contato com os membros do grupo principalmente através de Amer, que continuou a procurar oficiais interessados dentro dos vários ramos das Forças Armadas egípcias e apresentou a Nasser um arquivo completo sobre cada um deles.

### Guerra árabe-israelense de 1948

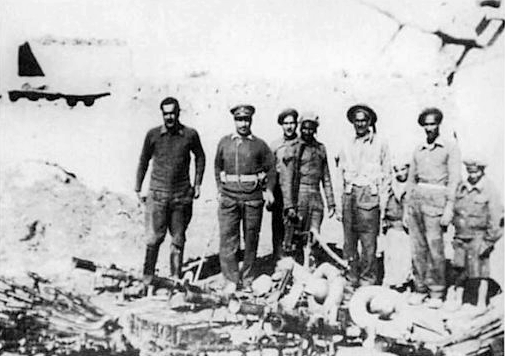
Nasser (primeiro à esquerda) com sua unidade em Al-Faluja, exibindo armas capturadas do exército israelense durante a guerra de 1948.

A primeira experiência de Nasser no campo de batalha foi na Palestina durante a Guerra árabe-israelense de 1948. Ele inicialmente se ofereceu para servir com a Alta Comissão Árabe, liderada por Mohammad Amin al-Husayni. Nasser encontrou-se e impressionou al-Husayni, mas o governo egípcio recusou seu ingresso nas forças da Alta Comissão por razões pouco claras.
Em maio de 1948, após a retirada britânica, o rei Faruque enviou o exército para a Palestina, com Nasser servindo no 6.º Batalhão de Infantaria. Durante a guerra, ele escreveu sobre o despreparo do exército egípcio, dizendo "nossos soldados foram restritos por fortificações". Nasser era o vice-comandante das forças egípcias que protegeram Al-Faluja. Em 12 de julho, foi levemente ferido nos combates. Em agosto, sua brigada foi cercada pelo exército israelense. Apelos por ajuda para a Legião Árabe da Jordânia não foram atendidos, mas a brigada se recusou a render-se. As negociações entre Israel e Egito finalmente resultaram na cedência de Faluja a Israel. De acordo com o jornalista veterano Eric Margolis, os defensores de Faluja, "incluindo o jovem oficial do exército Gamal Abdel Nasser, tornaram-se heróis nacionais" por resistirem ao bombardeamento israelense enquanto estavam isolados de seu comando.
Ainda estacionado após a guerra no enclave de Faluja, Nasser concordou com um pedido israelense para identificar 67 soldados mortos do "pelotão religioso". A expedição foi conduzida pelo rabino Shlomo Goren e Nasser acompanhou-o pessoalmente, ordenando que os soldados egípcios ficassem atentos. Eles conversaram brevemente, e de acordo com Goren, depois de aprender o que eram os filactérios quadrados encontrados com os soldados, Nasser disse-lhe que "agora entende sua posição corajosa". Durante uma entrevista na TV israelense em 1971, Goren afirmou que os dois concordaram em se reunir novamente quando a paz chegasse.
A cantora Umm Kulthum organizou uma comemoração pública para o retorno dos oficiais, apesar das reservas do governo real, que tinha sido pressionado pelos britânicos a impedir a recepção. A aparente diferença de atitude entre o governo e o público em geral aumentou sua determinação de derrubar a monarquia. Nasser também se sentira amargurado pelo fato de sua brigada não ter sido exonerada, apesar da resistência demostrada. Ele começou a escrever o livro Filosofia da Revolução durante o cerco.
Após a guerra, Nasser retornou a sua função de instrutor na Academia Militar Real. Ele enviou emissários para forjar uma aliança com a Irmandade Muçulmana em outubro de 1948, mas logo concluiu que a agenda religiosa da Irmandade não era compatível com seu nacionalismo. Daí em diante, Nasser impediu a influência da Irmandade sobre as atividades de seus quadros, sem romper os laços com a organização. Nasser foi enviado como membro da delegação egípcia a Rodes em fevereiro de 1949 para negociar um armistício formal com Israel, e considerou os termos como humilhantes, especialmente porque os israelenses conseguiram facilmente ocupar a região de Eilat enquanto negociavam com os árabes em março.

## Revolução

### Oficiais Livres

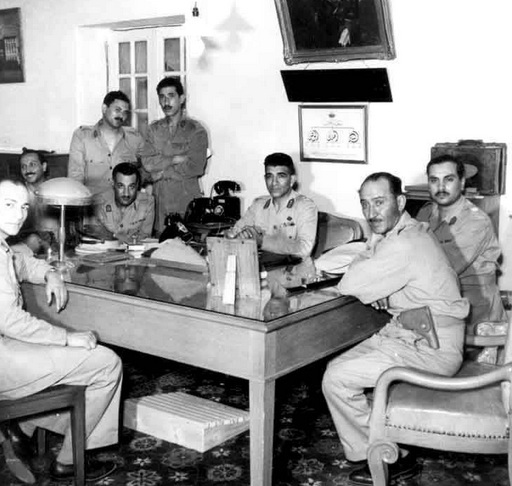
Os Oficiais Livres após o golpe, em 1953. Em sentido anti-horário: Zakaria Mohieddin, Abdel Latif Boghdadi, Kamal el-Din Hussein (de pé), Nasser (sentado), Abdel Hakim Amer, Muhammad Naguib, Youssef Seddik, e Ahmad Shawki.

O regresso de Nasser ao Egito coincidiu com o golpe de Estado na Síria promovido por Husni al-Za'im. Seu sucesso e evidente apoio popular entre o povo sírio encorajou as pretensões revolucionárias de Nasser. Logo após seu retorno, foi convocado e interrogado pelo primeiro-ministro Ibrahim Abdel Hadi sobre suspeitas de que ele estava formando um grupo secreto de oficiais dissidentes. De acordo com relatos de segunda mão, Nasser negou convincentemente as alegações. Abdel Hadi também hesitava em tomar medidas drásticas contra o exército, especialmente na frente de seu chefe de gabinete, que esteve presente durante o interrogatório, e posteriormente libertou Nasser. O interrogatório impulsionou Nasser a acelerar as atividades de seu grupo.
Depois de 1949, o grupo adotou o nome de "Associação de Oficiais Livres" e defendeu "pouco mais que a liberdade e a restauração da dignidade de seu país". Nasser organizou o comitê de fundação dos Oficiais Livres, que eventualmente consistiu em catorze homens de diferentes origens sociais e políticas, incluindo a representação do Jovem Egito, a Irmandade Muçulmana, o Partido Comunista Egípcio e a aristocracia. Nasser foi eleito por unanimidade presidente da organização.
Nas eleições parlamentares de 1950, o Partido Wafd de El-Nahhas obteve uma vitória — em grande parte devido à ausência da Irmandade Muçulmana, que boicotou as eleições — e foi considerado uma ameaça pelos Oficiais Livres uma vez que o Wafd tinha feito campanha sobre demandas semelhantes às suas. As acusações de corrupção contra os políticos do Wafd começaram a surgir, no entanto, criando uma atmosfera de boatos e suspeitas que, consequentemente, levou os Oficiais Livres para a vanguarda da política egípcia. Até então, a organização tinha se expandido para cerca de noventa membros; de acordo com Khaled Mohieddin, "ninguém sabia de todos e onde eles pertenciam na hierarquia, exceto Nasser". Nasser sentiu que os Oficiais Livres não estavam prontos para mover-se contra o governo e, por quase dois anos, fez pouco além do recrutamento de oficiais e de boletins informativos secretos.
Em 11 de outubro de 1951, o governo do Wafd revogou o Tratado Anglo-Egípcio de 1936, que havia dado o controle britânico sobre o Canal de Suez até 1956. A popularidade desta mudança, bem como a de ataques de guerrilha patrocinados pelo governo contra os britânicos, pressionaram Nasser a agir. Segundo Sadat, Nasser decidiu realizar "uma campanha de assassinato em larga escala". Em janeiro de 1952, ele e Hassan Ibrahim tentaram matar o general monarquista Hussein Sirri Amer disparando suas submetralhadoras contra seu carro enquanto ele dirigia pelas ruas do Cairo. Em vez de matar o general, os atacantes feriram uma pedestre inocente. Nasser lembrou que seus gemidos o "assombraram" e o dissuadiram firmemente a empreender ações semelhantes no futuro.
Sirri Amer era próximo ao rei Faruque e foi nomeado para a presidência do Clube dos Oficiais — normalmente um cargo cerimonial — com o apoio do rei. Nasser estava determinado a estabelecer a independência do exército da monarquia, e com Amer como o intercessor, resolveu postular um nomeado dos Oficiais Livres. Eles escolheram Muhammad Naguib, um general popular que havia oferecido a sua renúncia a Faruque em 1942 por causa da superação militar britânica e que foi ferido três vezes na Guerra da Palestina. Naguib venceu esmagadoramente e os Oficiais Livres, por meio da sua ligação com um importante jornal egípcio, o al-Misri, divulgaram sua vitória ao mesmo tempo que elogiaram o espírito nacionalista do exército.

### Revolução de 1952

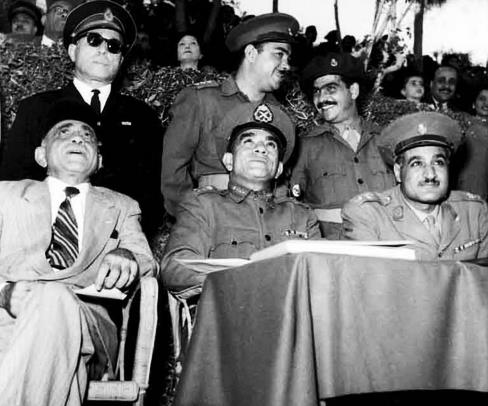
Líderes do Egito após a expulsão do rei Farouk, em novembro de 1952. Sentados, da esquerda para a direita: Sulayman Hafez, Mohamed Naguib e Nasser.

Em 25 de janeiro de 1952, um confronto entre as forças britânicas e a polícia em Ismailia resultou na morte de 40 policiais egípcios, provocando distúrbios no Cairo no dia seguinte, deixando 76 mortos. Posteriormente, Nasser publicou um programa simples de seis pontos em Rose al-Yūsuf para desmantelar o feudalismo e a influência britânica no Egito. Em maio, Nasser recebeu a notícia de que o Rei Farouk conhecia os nomes dos Oficiais Livres e pretendia prendê-los; Ele imediatamente confiou ao Oficial Livre, Zakaria Mohieddin, a tarefa de planejar a tomada do governo.
A intenção dos Oficiais Livres não era se instalar no governo, mas restabelecer uma democracia parlamentar. Nasser não acreditava que um oficial de baixa patente como ele (um tenente-coronel) fosse aceito pelo povo egípcio e assim escolheu o general Naguib para ser seu "chefe" e liderar o golpe. A revolução foi lançada em 22 de julho e foi declarada um sucesso no dia seguinte. Os Oficiais Livres tomaram o controle de todos os prédios do governo, estações de rádio e delegacias de polícia, bem como da sede do exército no Cairo. Enquanto muitos dos oficiais rebeldes estavam liderando suas unidades, Nasser vestiu roupas civis para evitar ser detectado pelos monarquistas e se movimentou pelo Cairo para monitorar a situação. Em um movimento para evitar a intervenção estrangeira dois dias antes da revolução, Nasser notificou os governos americano e britânico de suas intenções e ambos concordaram em não ajudar Farouk. Sob pressão dos americanos, Nasser concordou em exilar o rei deposto com uma cerimônia honorária.
Em 18 de junho de 1953, a monarquia foi abolida e a República do Egito se iniciou, com Naguib como seu primeiro presidente. De acordo com Aburish, após assumir o poder, Nasser e os Oficiais Livres esperavam se tornar os "guardiões dos interesses do povo" contra a monarquia e a classe pasha, deixando as tarefas cotidianas do governo para os civis. Eles pediram ao ex-primeiro-ministro Ali Maher que aceitasse a recondução de sua posição anterior e que formassem um gabinete totalmente civil. Os Oficiais Livres governaram então como o Conselho de Comando Revolucionário (RCC) com Naguib como presidente e Nasser como vice-presidente. As relações entre o RCC e Maher ficaram tensas, no entanto, quando este último viu muitas das ideias de Nasser — reforma agrária, abolição da monarquia, reorganização dos partidos políticos — como sendo radicais demais, culminando na renúncia de Maher em 7 de setembro. Naguib assumiu o papel de primeiro-ministro e Nasser o de vice-primeiro-ministro. Em setembro, entrou em vigor a Lei da Reforma Agrária. Aos olhos de Nasser, essa lei deu ao RCC sua própria identidade e transformou o golpe em uma revolução.
Antes da lei de reforma em agosto de 1952, tumultos liderados pelos comunistas eclodiram nas fábricas têxteis em Kafr el-Dawwar, levando a um confronto com o exército que deixou nove pessoas mortas. Enquanto a maioria do RCC insistiu em executar os dois líderes do motim, Nasser se opôs a isso. No entanto, as sentenças foram realizadas. A Irmandade Muçulmana apoiou o RCC e, após a assunção de poder de Naguib, exigiu quatro portfólios ministeriais no novo gabinete. Nasser recusou suas exigências e preferiu cooptar a Irmandade dando a dois de seus membros, que estavam dispostos a servir oficialmente como independentes, postos ministeriais menores.

## Presidência

#### Disputas com Naguib

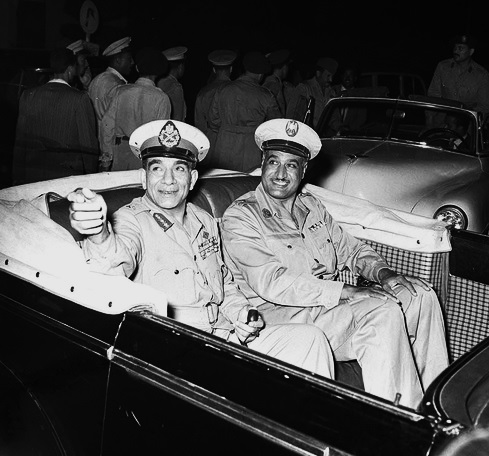
Nasser (à direita) e Mohamed Naguib (à esquerda) durante as comemorações do segundo aniversário da revolução de 1952 em julho de 1954.

Em janeiro de 1953, Nasser superou a oposição de Naguib e proibiu todos os partidos políticos, criando um sistema de partido único sob o Rally de Libertação, um movimento vagamente estruturado cuja tarefa principal era organizar comícios e palestras pró-RCC, com Nasser como seu secretário-geral. Apesar da ordem de dissolução, Nasser foi o único membro da RCC que ainda era favorável a realização de eleições parlamentares, segundo seu colega oficial Abdel Latif Boghdadi. Embora vencido, ele ainda defendia a realização de eleições em 1956. Em março de 1953, Nasser liderou a delegação egípcia que negociava uma retirada britânica do Canal de Suez.
Quando Naguib começou a mostrar sinais de independência de Nasser, distanciando-se dos decretos de reforma agrária do RCC e aproximando-se das forças políticas estabelecidas no Egito, Nasser resolveu depô-lo. Em junho, Nasser assumiu o posto de ministro do Interior que era de Sulayman Hafez, aliado de Naguib, e pressionou Naguib a concluir a abolição da monarquia.
Em 25 de fevereiro de 1954, Naguib anunciou sua renúncia depois que a RCC realizou uma reunião oficial sem sua presença dois dias antes. Em 26 de fevereiro, Nasser aceitou a renúncia, colocou Naguib em prisão domiciliar e a RCC proclamou Nasser como presidente e primeiro-ministro da RCC. Como Naguib pretendia, um motim imediatamente se seguiu, exigindo a reintegração de Naguib e a dissolução da RCC. Enquanto visitava os oficiais em greve na sede militar para pedir o fim do motim, Nasser foi inicialmente intimidado a aceitar suas exigências. No entanto, em 27 de fevereiro, os partidários de Nasser no exército lançaram um ataque e acabaram com o motim. Mais tarde naquele dia, centenas de milhares de manifestantes, pertencentes principalmente à Irmandade, pediram o retorno de Naguib e a prisão de Nasser. Em resposta, um grupo considerável dentro da RCC, liderado por Khaled Mohieddin, exigiu a libertação de Naguib e o seu retorno à presidência. Nasser cedeu, mas adiou a reintegração de Naguib até 4 de março, permitindo-lhe promover Amer a Comandante das Forças Armadas — uma posição anteriormente ocupada por Naguib.
Em 5 de março, o círculo de segurança de Nasser prendeu milhares de participantes da revolta. Como um artifício para reunir oposição contra um retorno à ordem anterior, a RCC decretou o fim das restrições aos partidos da era da monarquia e a retirada dos Oficiais Livres da política. A RCC conseguiu provocar os beneficiários da revolução, ou seja, os trabalhadores, camponeses e pequeno-burgueses, a se oporem aos decretos, com um milhão de trabalhadores de transportes lançando uma greve e milhares de camponeses entrando no Cairo em protesto no final de março. Naguib tentou reprimir os manifestantes, mas seus pedidos foram rejeitados pelos chefes das forças de segurança. Em 29 de março, Nasser anunciou a revogação dos decretos em resposta ao "impulso da rua". Entre abril e junho, centenas de partidários de Naguib nas forças armadas foram detidos ou demitidos e Zakaria Mohieddin foi informalmente exilado na Suíça para representar a RCC no exterior. O Rei Saud da Arábia Saudita tentou consertar as relações entre Nasser e Naguib, mas não adiantou.

### Assumindo a presidência

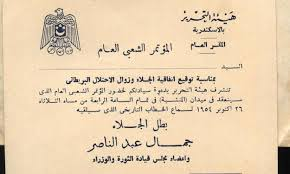
Convite de Alexandria para o discurso de Nasser em 26-10-1954.

Em 26 de outubro de 1954, Mahmoud Abdel-Latif, membro da Irmandade Muçulmana, tentou assassinar Nasser enquanto discursava em Alexandria, transmitido ao mundo árabe por rádio, para celebrar a retirada militar britânica. O atirador estava a 7,6 m de distância dele e disparou oito tiros, mas todos erraram Nasser. O pânico irrompeu na audiência, mas Nasser manteve sua postura e levantou a voz para pedir calma. Com grande emoção, ele exclamou o seguinte:
Meus compatriotas, meu sangue derrama para você e para o Egito. Eu vou viver por vocês e morrer por causa de sua liberdade e honra. Deixe-os me matar; isso não me preocupa desde que eu tenha incutido orgulho, honra e liberdade em vocês. Se Gamal Abdel Nasser morrer, cada um de vocês deve ser Gamal Abdel Nasser […] Gamal Abdel Nasser é de vocês e ele está disposto a sacrificar sua vida pela nação.

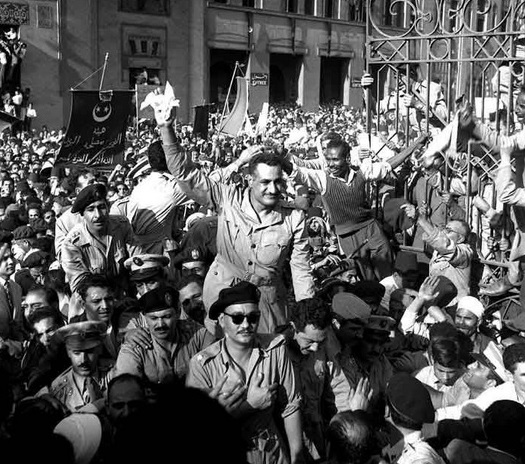
Nasser foi saudado por multidões em Alexandria um dia depois de seu anúncio da retirada britânica e da tentativa de assassinato contra ele em 27 de outubro de 1954.

A multidão gritou em aprovação e as audiências árabes foram eletrificadas. A tentativa de assassinato saiu pela culatra, dando mais popularidade a Nasser. Ao retornar ao Cairo, ele ordenou uma das maiores repressões políticas na história moderna do Egito, com a prisão de milhares de dissidentes, a maioria membros da Irmandade, mas também comunistas, e a demissão de 140 oficiais leais a Naguib. Oito líderes da Irmandade foram condenados à morte, embora a sentença de seu principal ideólogo, Sayyid Qutb, tenha sido comutada para 15 anos de prisão. Naguib foi removido da presidência e colocado em prisão domiciliar, mas nunca foi julgado ou condenado, e ninguém no exército se levantou para defendê-lo. Com seus rivais neutralizados, Nasser se tornou o líder indiscutível do Egito.
A popularidade de Nasser ainda era pequena demais para sustentar seus planos de reforma e para assegurar-lhe o cargo. Para promover a si mesmo e ao Rally da Libertação, ele fez discursos em uma turnê pelo país e impôs controles sobre a imprensa do país, decretando que todas as publicações tinham que ser aprovadas pelo partido. Umm Kulthum e Abdel Halim Hafez, os principais cantores árabes da época, cantaram canções elogiando o nacionalismo de Nasser. Os termos nacionalistas árabes como "pátria árabe" e "nação árabe" frequentemente começaram a aparecer nos discursos de Nasser em 1954-55, enquanto antes ele se referia aos "povos árabes" ou à "região árabe". Em janeiro de 1955, a RCC nomeou-o como seu presidente, aguardando as eleições nacionais.
Nasser fez contatos secretos com Israel entre 1954-55, mas determinou que a paz com eles seria impossível, considerando-o um "estado expansionista que via os árabes com desdém". Em 28 de fevereiro de 1955, as tropas israelenses atacaram a Faixa de Gaza, de fabricação egípcia, com o objetivo declarado de suprimir os ataques palestinos. Nasser não achava que o exército egípcio estivesse pronto para um confronto e não retaliou militarmente. Seu fracasso em responder à ação militar israelense demonstrou a ineficácia de suas forças armadas e constituiu um golpe para sua crescente popularidade. Nasser ordenou subsequentemente o aperto do bloqueio aos navios israelenses através do Estreito de Tiran e restringiu o uso do espaço aéreo sobre o Golfo de Aqaba pelas aeronaves israelenses no início de setembro. Os israelenses remilitarizaram a zona desmilitarizada al-Awja, na fronteira egípcia, em 21 de setembro.
Simultânea com a invasão de Israel em fevereiro, o Pacto de Bagdá foi formado entre alguns aliados do Reino Unido. Nasser considerou o Pacto de Bagdá uma ameaça aos seus esforços para eliminar a influência militar britânica no Oriente Médio e um mecanismo para minar a Liga Árabe e "perpetuar a subserviência [árabe] ao sionismo e ao imperialismo [ocidental]". Nasser achava que, se quisesse manter a posição de liderança do Egito, precisava adquirir armas modernas para suas forças armadas. Quando ficou claro para ele que os países ocidentais não forneceriam o Egito sob termos financeiros e militares aceitáveis, Nasser recorreu ao Bloco Oriental e concluiu um acordo de armamentos de US$ 320 milhões com a Tchecoslováquia em 27 de setembro. Por causa do acordo, o equilíbrio de poder entre o Egito e Israel foi mais ou menos igualado e o papel de Nasser como o líder árabe desafiando o Ocidente foi reforçado.

### Adoção do neutralismo

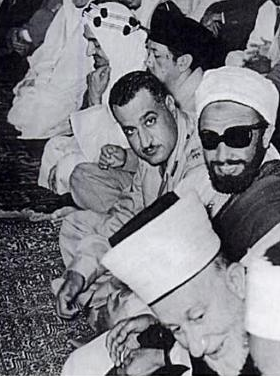
Nasser e Imam Ahmad, de Iêmen do Norte, de frente para a câmera, o príncipe Faisal, da Arábia Saudita, em trajes brancos ao fundo, Amin al-Husayni, do governo da Palestina, em primeiro plano na Conferência de Bandung em abril de 1955.

Na Conferência de Bandung, na Indonésia, no final de abril de 1955, Nasser foi tratado como o principal representante dos países árabes e foi uma das figuras mais populares da cúpula. Ele fez visitas ao Paquistão (9 de abril), Índia (14 de abril), Birmânia e Afeganistão a caminho de Bandung, e cimentou anteriormente um tratado de amizade com a Índia no Cairo em 6 de abril, fortalecendo as relações entre Egito e Índia. políticas internacionais e frentes de desenvolvimento econômico.
Nasser mediou as discussões entre as facções da conferência pró-ocidente, pró-soviética e neutralista sobre a composição do "Comunicado Final", abordando o colonialismo na África e na Ásia e promovendo a paz global em meio à Guerra Fria entre o Ocidente e a União Soviética. Em Bandung, Nasser buscou uma proclamação para evitar alianças de defesa internacionais, apoio à independência da Tunísia, Argélia e Marrocos do domínio francês, apoio ao direito palestino de retorno e a implementação de resoluções da ONU sobre o conflito árabe-israelense. Ele conseguiu pressionar os participantes a aprovar resoluções sobre cada uma dessas questões, especialmente assegurando o forte apoio da China e da Índia.
Depois de Bandung, Nasser adotou oficialmente o "neutralismo positivo" do presidente da Iugoslávia, Josip Broz Tito, e do primeiro-ministro indiano, Jawaharlal Nehru, como tema principal da política externa egípcia em relação à Guerra Fria. Nasser foi recebido por grandes multidões de pessoas nas ruas do Cairo em seu retorno ao Egito em 2 de maio e foi amplamente anunciado na imprensa por suas conquistas e liderança na conferência. Consequentemente, o prestígio de Nasser foi grandemente reforçado, assim como sua autoconfiança e imagem.

### Constituição e presidência em 1956

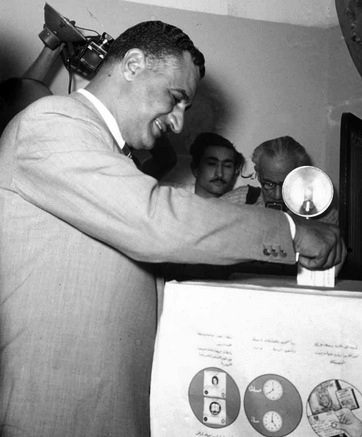
Nasser dando seu voto ao referendo em 23 junho 1956.

Com sua posição doméstica consideravelmente fortalecida, Nasser foi capaz de assegurar a primazia sobre seus colegas da RCC e ganhou autoridade de decisão relativamente incontestada, particularmente em relação à política externa.
Em janeiro de 1956, a nova Constituição do Egito foi elaborada, o que implicou o estabelecimento de um sistema de partido único sob a União Nacional (NU), um movimento que Nasser descreveu como o "quadro por meio do qual realizaremos nossa revolução". A NU foi uma reconfiguração do Rally da Libertação, que Nasser determinou ter fracassado na geração de participação pública em massa. No novo movimento, Nasser tentou incorporar mais cidadãos, aprovados por comitês partidários locais, a fim de solidificar o apoio popular de seu governo. A NU selecionaria um candidato para a eleição presidencial cujo nome seria fornecido para aprovação pública.
A nomeação de Nasser para o cargo e a nova constituição foram submetidos ao referendo público em 23 de junho e cada um deles foi aprovado por uma esmagadora maioria. Uma Assembleia Nacional de 350 membros foi estabelecida, cujas eleições foram realizadas em julho de 1957. Nasser teve a aprovação final de todos os candidatos. A Constituição concedeu o sufrágio feminino, proibiu a discriminação baseada em gênero e exigiu proteção especial para as mulheres no local de trabalho. Coincidindo com a nova constituição e a presidência de Nasser, a RCC se dissolveu e seus membros renunciaram às suas comissões militares como parte da transição para o governo civil. Durante as deliberações em torno do estabelecimento de um novo governo, Nasser iniciou um processo de marginalizar seus rivais entre os Oficiais Livres originais, enquanto elevava seus aliados mais próximos a cargos de alto escalão no governo.

## Nacionalização do Canal de Suez

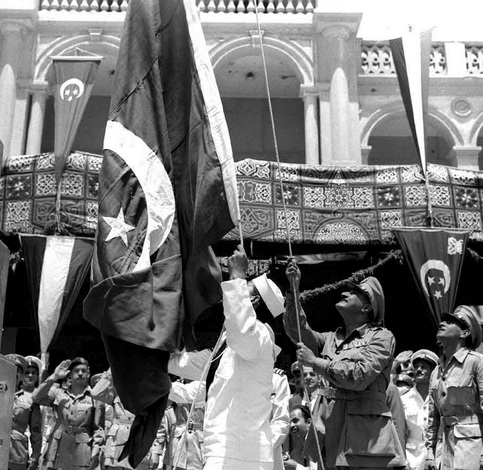
Nasser levantando a bandeira do Egito na cidade de Port Said, no Canal de Suez, para celebrar a retirada militar britânica do país em junho de 1956.

Depois que o período de transição de três anos terminou com a assunção oficial de poder de Nasser, suas políticas externas, domésticas e independentes colidiram cada vez mais com os interesses regionais do Reino Unido e da França. Este último condenou seu forte apoio à independência da Argélia e a campanha de Nasser contra o Pacto de Bagdá. Além disso, a adesão de Nasser ao neutralismo em relação à Guerra Fria, o reconhecimento da China comunista e o acordo de armas com o bloco oriental incomodaram os Estados Unidos. Em 19 de julho de 1956, os EUA e o Reino Unido retiraram abruptamente sua oferta para financiar a construção da represa de Assuã, alegando preocupações de que a economia do Egito ficaria sobrecarregada pelo projeto.
Nasser foi informado da retirada britânico-estadunidense em um comunicado à imprensa a bordo de um avião que retornava ao Cairo a partir de Belgrado e se sentiu ofendido. Embora as ideias para nacionalizar o Canal de Suez estivessem a caminho depois que o Reino Unido concordou em retirar seus militares do Egito em 1954 (as últimas tropas britânicas foram embora em 13 de junho de 1956), o jornalista Mohamed Hassanein Heikal afirma que Nasser tomou a decisão final de nacionalizar a hidrovia entre 19 e 20 de julho. O próprio Nasser declararia posteriormente que decidira em 23 de julho, depois de estudar o assunto e deliberar com alguns de seus conselheiros da antiga RCC e o especialista técnico Mahmoud Younis em 21 de julho. Os demais ex-membros da RCC foram informados da decisão em 24 de julho, enquanto a maior parte do gabinete desconhecia o esquema de nacionalização até horas antes de Nasser o anunciar publicamente. Segundo fontes próximas, a decisão de Nasser de nacionalizar o canal foi uma decisão solitária, tomada sem consulta.
Em 26 de julho de 1956, Nasser fez um discurso em Alexandria anunciando a nacionalização da Companhia do Canal de Suez como um meio de financiar o projeto da barragem de Assuã à luz da retirada britânico-estadunidense. No discurso, ele denunciou o imperialismo britânico no Egito, o controle britânico sobre os lucros da empresa e sustentou que o povo egípcio tinha direito à soberania sobre a hidrovia, especialmente desde que "120 000 egípcios morreram [sic] na construção.". Essa declaração violou o acordo internacional que ele tinha assinado com o Reino Unido em 19 de outubro de 1954, embora tenha assegurado que todos os acionistas existentes seriam pagos.
O anúncio de nacionalização foi recebido com muita emoção pelo público e, em todo o mundo árabe, milhares entraram nas ruas gritando slogans de apoio. O embaixador dos EUA, Henry A. Byroade, declarou: "Não posso enfatizar demais a popularidade da nacionalização da Companhia Canal no Egito, nem mesmo entre os inimigos de Nasser". O cientista político egípcio Mahmoud Hamad escreveu que, antes de 1956, Nasser havia consolidado o controle sobre as burocracias civis e militares do Egito, mas foi apenas após a nacionalização do canal que ele ganhou legitimidade popular quase total e se firmou como o "líder carismático" e "porta-voz das massas não só no Egito, mas em todo o Terceiro Mundo". De acordo com Aburish, este foi o maior triunfo panárabe de Nasser na época e "logo suas fotos foram encontradas nas tendas do Iêmen, nos souks de Marrakesh e nas luxuosas vilas da Síria". O motivo oficial dado para a nacionalização era que os fundos do canal seriam usados para a construção da represa em Aswan. Nesse mesmo dia, o Egito fechou o canal para o transporte israelense.

### Crise de Suez
A França e o Reino Unido, os maiores acionistas da Companhia do Canal de Suez, viram sua nacionalização como mais uma medida hostil dirigida a eles pelo governo egípcio. Nasser estava ciente de que a nacionalização do canal instigaria uma crise internacional e acreditava que a perspectiva de intervenção militar dos dois países era 80% provável. Nasser acreditava que o Reino Unido não seria capaz de intervir militarmente por pelo menos dois meses após o anúncio e descartou a ação israelense como "impossível". No início de outubro, o Conselho de Segurança da ONU se reuniu para discutir o assunto e adotou uma resolução reconhecendo o direito do Egito de controlar o canal, desde que ele continuasse permitindo a passagem para navios estrangeiros. Segundo Heikal, após esse acordo, "Nasser estimou que o perigo de invasão caiu para 10%". Pouco depois, entretanto, o Reino Unido, a França e Israel fizeram um acordo secreto para tomar o Canal de Suez e derrubar Nasser.
Em 29 de outubro de 1956, as forças israelenses atravessaram a Península do Sinai, subjugaram os postos do exército egípcio e avançaram rapidamente para seus objetivos. Dois dias depois, aviões britânicos e franceses bombardearam aeródromos egípcios na zona do canal. Nasser ordenou que o alto comando militar retirasse o Exército egípcio do Sinai para reforçar as defesas do canal. Além disso, ele temia que, se o corpo blindado fosse despachado para confrontar a força invasora israelense e os britânicos e franceses pousassem na cidade portuária de Port Said, a armadura egípcia no Sinai seria cortada do canal e destruída pela tripartida combinada. Abdel Hakim Amer discordou fortemente, insistindo que os tanques egípcios enfrentam os israelenses em batalha. Os dois tiveram uma discussão em 3 de novembro e Amer acabou cedendo. Nasser também ordenou o bloqueio do canal afundando ou desativando quarenta e nove navios em sua entrada.
Apesar da retirada ordenada das tropas egípcias, cerca de 2 000 soldados egípcios foram mortos durante o combate às forças israelitas e cerca de 5 000 soldados egípcios foram capturados pelo exército israelita. Abdel Hakim Amer e Salah Salem propuseram um cessar-fogo, com Salem recomendando ainda que Nasser se entregasse às forças britânicas. Nasser criticou Amer e Salem, assumiu o comando militar e prometeu: "Ninguém vai se render". Apesar da relativa facilidade com que Sinai foi ocupada, o prestígio de Nasser no Egito e entre os árabes não foi prejudicado. Para contrabalançar o desempenho desanimador do exército egípcio, Nasser autorizou a distribuição de cerca de 400 000 rifles para voluntários civis e centenas de milícias foram formadas em todo o Egito, muitas lideradas pelos opositores políticos de Nasser.
Foi em Port Said que Nasser viu um confronto com as forças invasoras como sendo o ponto focal estratégico e psicológico da defesa do Egito. Um terceiro batalhão de infantaria e centenas de guardas nacionais foram enviados à cidade como reforços, enquanto duas empresas regulares foram enviadas para organizar a resistência popular. Nasser e Abdel Latif Boghdadi viajaram para a zona do canal para dar apoio aos voluntários armados. De acordo com as memórias de Boghdadi, Nasser descreveu o exército egípcio como "destruído" quando viu os destroços de equipamento militar egípcio no caminho. Quando as forças britânicas e francesas desembarcaram em Port Said entre 5 e 6 de novembro, sua milícia local resistiu rigidamente, resultando em combates na rua. O comandante do Exército egípcio na cidade estava se preparando para solicitar os termos de um cessar-fogo, mas Nasser ordenou que ele desistisse. As forças franco-britânicas conseguiram garantir a cidade em grande parte em 7 de novembro. Entre 750 e 1 000 egípcios foram mortos na batalha por Port Said.
O presidente dos EUA, Dwight D. Eisenhower, condenou a invasão tripartida e apoiou as resoluções da ONU exigindo a retirada e que uma Força de Emergência das Nações Unidas (UNEF) fosse estabelecida em Sinai. Nasser elogiou Eisenhower, afirmando que ele desempenhou o "maior e mais decisivo papel" em parar a "conspiração tripartida". No final de dezembro, forças britânicas e francesas haviam se retirado totalmente do território egípcio, enquanto Israel completou a retirada em março de 1957 e libertou todos os prisioneiros egípcios. Como resultado da Crise de Suez, Nasser trouxe um conjunto de regulamentações impondo requisitos rigorosos para residência e cidadania, bem como expulsões forçadas, afetando principalmente cidadãos britânicos, franceses e judeus com nacionalidade estrangeira, bem como muitos judeus egípcios. Cerca de 25 000 judeus, quase metade da comunidade judaica, partiram em 1956, principalmente para Israel, Europa, Estados Unidos e América do Sul.
Depois que a luta terminou, Abdel Hakim Amer acusou Nasser de provocar uma guerra desnecessária e depois culpar os militares pelo resultado. Em 8 de abril, o canal foi reaberto, e a posição política de Nasser foi enormemente aumentada pela falha amplamente percebida da invasão e tentativa de derrubá-lo. O diplomata britânico, Anthony Nutting, afirmou que a crise "estabeleceu Nasser finalmente e completamente" como rayyes (presidente) do Egito.

## Pan-arabismo e socialismo

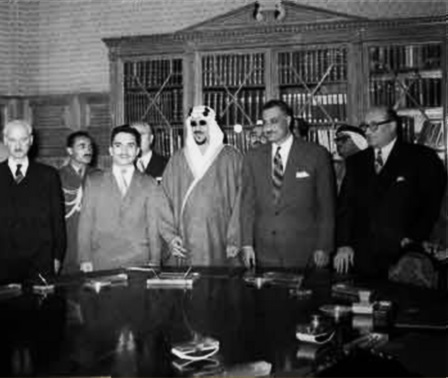
Assinatura do pacto de defesa regional entre Egito, Arábia Saudita, Síria e Jordânia em janeiro de 1957. Da direita para a esquerda: o primeiro-ministro Sulayman al-Nabulsi da Jordânia, o Rei Hussein da Jordânia, o rei Saud da Arábia Saudita, Nasser e o Primeiro-Ministro Sabri al-Asali da Síria.

Em 1957, o pan-arabismo havia se tornado a ideologia dominante no mundo árabe, e o cidadão árabe comum considerava Nasser seu líder indiscutível. O historiador, Adeed Dawisha, creditou o status de Nasser ao seu "carisma, reforçado por sua percepção de vitória na crise de Suez". A rádio Voz dos Árabes, do Cairo, difundiu as ideias de Nasser sobre a ação árabe em todo o mundo de fala árabe, tanto que o historiador Eugene Rogan escreveu: "Nasser conquistou o mundo árabe por rádio". Simpatizantes libaneses de Nasser e da embaixada egípcia em Beirute — o centro de imprensa do mundo árabe — compraram meios de comunicação libaneses para disseminar ainda mais os ideais de Nasser. O Egito também expandiu sua política de destacamento, despachando milhares de profissionais egípcios altamente qualificados (geralmente professores politicamente ativos) em toda a região. Nasser também contou com o apoio de organizações civis e paramilitares nacionalistas árabes em toda a região. Seus seguidores eram numerosos e bem financiados, mas careciam de estrutura e organização permanentes. Eles se chamavam "nasseritas", apesar da objeção de Nasser ao rótulo (ele preferia o termo "nacionalistas árabes").
Em janeiro de 1957, os EUA adotaram a Doutrina Eisenhower e prometeram impedir a disseminação do comunismo e seus agentes no Oriente Médio. Embora Nasser fosse um adversário do comunismo na região, sua promoção do pan-arabismo era vista como uma ameaça pelos estados pró-ocidentais na região. Eisenhower tentou isolar Nasser e reduzir sua influência, tentando transformar o rei Saud em um contrapeso. Também em janeiro, o primeiro-ministro jordaniano e partidário de Nasser, Sulayman al-Nabulsi, levou a Jordânia a um pacto militar com Egito, Síria e a Arábia Saudita.
As relações entre Nasser e o Rei Hussein da Jordânia deterioraram-se em abril. Nasser atacou Hussein na rádio do Cairo dizendo que ele era "uma ferramenta dos imperialistas". As relações com o Rei Saud também se tornaram antagônicas, já que ele começou a temer que a crescente popularidade de Nasser na Arábia Saudita fosse uma ameaça real à sobrevivência da família real. Apesar da oposição dos governos da Jordânia, Arábia Saudita, Iraque e Líbano, Nasser manteve seu prestígio entre seus cidadãos e os de outros países árabes.
No final de 1957, Nasser nacionalizou todos os ativos britânicos e franceses remanescentes no Egito, incluindo as indústrias de tabaco, cimento, farmacêutica e Fosfatização. Quando os esforços para oferecer incentivos fiscais e atrair investimentos externos não produziram resultados tangíveis, ele nacionalizou mais empresas e tornou-as parte de sua organização de desenvolvimento econômico. Ele ficou aquém do controle total do governo: dois terços da economia ainda estavam em mãos privadas. Este esforço alcançou uma medida de sucesso, com aumento da produção agrícola e investimento na industrialização. Nasser iniciou a siderúrgica Helwan, que posteriormente se tornou a maior empresa do Egito, fornecendo ao país produtos e dezenas de milhares de empregos. Nasser também decidiu cooperar com a União Soviética na construção da represa de Assuã para substituir a retirada dos fundos americanos.

### República Árabe Unida
Apesar de sua popularidade com o povo do mundo árabe, em meados de 1957 seu único aliado regional era a Síria. Em setembro, tropas turcas se concentraram ao longo da fronteira com a Síria, dando crédito a rumores de que os países do Pacto de Bagdá estavam tentando derrubar o governo esquerdista da Síria. Nasser enviou uma força contingente à Síria como uma demonstração simbólica de solidariedade, elevando ainda mais seu prestígio no mundo árabe e particularmente entre os sírios.
Com o aumento da instabilidade política na Síria, delegações do país foram enviadas a Nasser exigindo imediata unificação com o Egito. Nasser inicialmente recusou o pedido, citando os sistemas políticos e econômicos incompatíveis dos dois países, a falta de contiguidade, o histórico militar de intervenção na política síria e o profundo partidarismo entre as forças políticas da Síria. No entanto, em janeiro de 1958, uma segunda delegação síria conseguiu convencer Nasser de uma iminente aquisição comunista e consequente deslize para a guerra civil. Nasser posteriormente optou pela união, embora sob a condição de que seria uma fusão política total com ele como seu presidente, ao qual os delegados e o presidente sírio Shukri al-Quwatli concordaram. Em 1.º de fevereiro, a República Árabe Unida (UAR) foi proclamada e o mundo árabe reagiu com "espanto perplexo, que rapidamente se transformou em euforia descontrolada". Nasser ordenou uma repressão contra os comunistas sírios, dispensando muitos deles de seus postos governamentais.

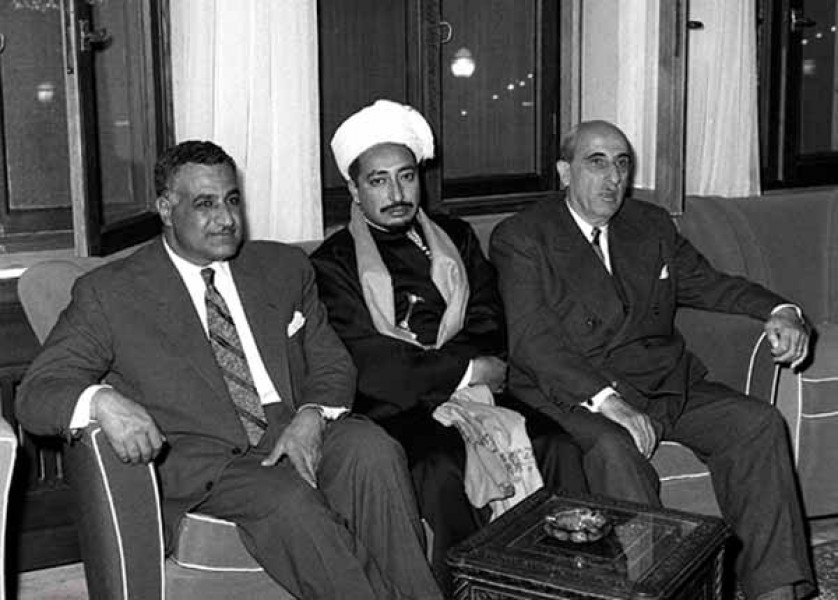
Nasser sentado ao lado do príncipe herdeiro Muhammad al-Badr do Iêmen do Norte (centro) e Shukri al-Quwatli (à direita) em fevereiro de 1958. O Iêmen do Norte juntou-se à República Árabe Unida para formar os Estados Árabes Unidos.

Em uma visita surpresa a Damasco para celebrar a união em 24 de fevereiro, Nasser foi recebido por centenas de milhares de pessoas. O príncipe herdeiro Muhammad al-Badr, do Iêmen do Norte, foi despachado para Damasco com propostas para incluir seu país na nova república. Nasser concordou em estabelecer uma união federal com o Iêmen — os Estados Árabes Unidos — no lugar da integração total. Enquanto Nasser estava na Síria, o Rei Saud planejava assassiná-lo em seu voo de volta para o Cairo. Em 4 de março, Rei Saud, sem o conhecimento dos sauditas, deu um cheque saudita ao chefe de segurança sírio, o fervoroso partidário de Nasser, Abdel Hamid Sarraj, para ele abater o avião. Nasser descobriu a tramóia e revelou ao público no mesmo dia. Como consequência do plano de Saud, ele foi forçado por altos membros da família real saudita a ceder informalmente a maior parte de seus poderes a seu irmão, o Rei Faisal, um importante opositor de Nasser que defendia a unidade pan-islâmica em relação ao pan-arabismo.
Um dia depois de anunciar o atentado contra sua vida, Nasser estabeleceu uma nova constituição provisória proclamando uma Assembleia Nacional de 600 membros (400 do Egito e 200 da Síria) e a dissolução de todos os partidos políticos. Nasser deu a cada uma das províncias dois vice-presidentes: Abdel Latif Boghdadi e Abdel Hakim Amer, no Egito, e Sabri al-Asali e Akram al-Hawrani, na Síria. Nasser, em seguida, partiu para Moscou para se encontrar com Nikita Khrushchov. Na reunião, Khrushchov pressionou Nasser a suspender a proibição do Partido Comunista, mas Nasser recusou, declarando que se tratava de um assunto interno e que não estava em discussão. Khrushchov teria sido surpreendido com a negação de interferir nos assuntos da UAR. A questão foi resolvida, pois ambos os líderes procuravam evitar um racha entre os dois países.

### Influência no mundo árabe
No Líbano, confrontos entre facções pró e contra Nasser (liderados pelo então presidente Camille Chamoun), culminaram em conflitos civis em maio. Os pró-Nasser procuraram unir-se à UAR, enquanto os contra Nasser procuraram a independência do Líbano. Nasser delegou a supervisão da questão a Abdel Hamid Sarraj, que forneceu ajuda limitada aos apoiadores libaneses por meio de dinheiro, armas leves e treinamento de oficiais. Nasser não cobiçou o Líbano, vendo-o como um "caso especial", mas tentou impedir Chamoun de obter um segundo mandato presidencial.

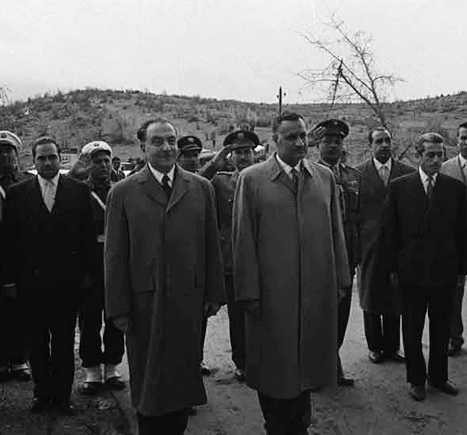
Nasser (à direita) e o presidente libanês Fuad Chehab (à esquerda) durante as negociações para acabar com a crise no Líbano em março de 1959. Akram al-Hawrani fica à esquerda de Nasser e Abdel Hamid Sarraj fica à direita de Chehab.

Em 14 de julho de 1958, os oficiais do exército iraquiano Abdul Karim Kassem e Abdul Salam Arif derrubaram a monarquia iraquiana e, no dia seguinte, o primeiro-ministro iraquiano e principal antagonista árabe de Nasser, Nuri al-Said, foi morto. Toda a família real iraquiana foi morta e o corpo do príncipe herdeiro Al-Said e do Iraque, Abd al-Ilah, foi mutilado e arrastado por Bagdá. Nasser reconheceu o novo governo e afirmou que "qualquer ataque ao Iraque equivalia a um ataque à UAR". Em 15 de julho, americanos desembarcaram no Líbano e forças especiais britânicas na Jordânia, a pedido dos governos desses países, para impedir que caíssem em favor das forças pró-Nasser. Nasser sentiu que a revolução no Iraque abriu o caminho para a unidade pan-árabe. Em 19 de julho, pela primeira vez, ele declarou que estava optando por uma união árabe completa, embora não tivesse planos de fundir o Iraque com a UAR. Enquanto a maioria dos membros do Conselho de Comando Revolucionário Iraquiano (RCC) favoreceu a unidade iraquiana-UAR, Qasim procurou manter o Iraque independente e ressentiu-se da grande base popular de Nasser no país.
No outono de 1958, Nasser formou um comitê tripartite formado por Zakaria Mohieddin, Akram al-Hawrani e Salah ad-Din al-Bitar para supervisionar os acontecimentos na Síria. Ao mover os dois últimos, que eram baathistas, para o Cairo, ele neutralizou figuras políticas importantes que tinham suas próprias ideias sobre como a Síria deveria ser administrada. Ele colocou a Síria sob o comando de Abdel Hamid al-Sarraj, que efetivamente reduziu a província a um estado policial ao aprisionar e exilar proprietários de terras que se opunham à introdução da reforma agrícola egípcia na Síria, bem como aos comunistas. Após a eleição libanesa de Fuad Chehab em setembro de 1958, as relações entre o Líbano e a UAR melhoraram consideravelmente. Em 25 de março de 1959, Chehab e Nasser se encontraram na fronteira libanesa-síria e prometeram o fim da crise libanesa.

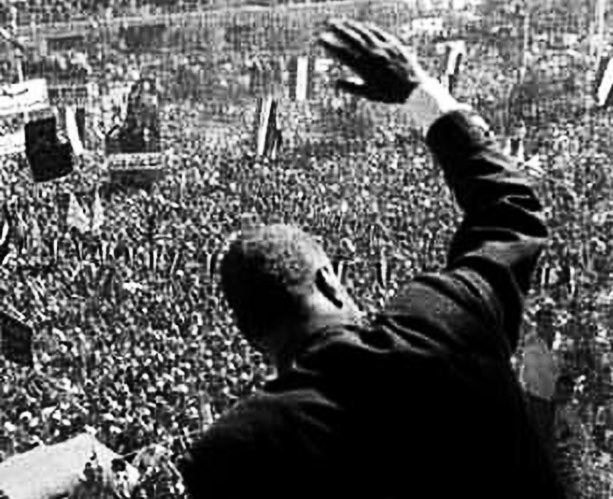
Nasser acenando para multidões em Damasco em outubro de 1960.

As relações entre Nasser e Abdul Karim Kassem se tornaram cada vez mais amargas no dia 9 de março, depois que as forças de Kassem reprimiram uma rebelião em Mossul, lançada um dia antes por um oficial iraquiano pró-Nasser apoiado pelas autoridades da UAR. Nasser considerou despachar tropas para ajudar seus simpatizantes iraquianos, mas decidiu não fazer isso. Ele reprimiu a atividade comunista egípcia devido ao apoio dos comunistas iraquianos por meio de Kassem. Vários comunistas influentes foram presos, incluindo o velho aliado de Nasser, Khaled Mohieddin, que foi autorizado a reentrar no Egito em 1956.
Em dezembro, a situação política na Síria estava hesitante e Nasser respondeu nomeando Abdel Hakim Amer como governador-geral ao lado de Abdel Hamid al-Sarraj. Os líderes da Síria se opuseram à nomeação e muitos se demitiram de seus cargos no governo. Nasser depois se encontrou com os líderes da oposição e em um momento acalorado, exclamou que ele era o presidente "eleito" da UAR e aqueles que não aceitavam sua autoridade poderiam "ir embora".

### Colapso da união e rescaldo
Em resposta à piora da economia na Síria, que Nasser atribuiu ao seu controle pela burguesia, em julho de 1961, ele decretou medidas socialistas que nacionalizaram amplos setores da economia síria. Ele também dispensou Abdel Hamid al-Sarraj em setembro para conter a crescente crise política. Said Aburish afirma que Nasser não era totalmente capaz de resolver os problemas sírios porque eles eram "estranhos para ele". No Egito, a situação econômica foi mais positiva, com um crescimento do PIB de 4,5% e um rápido crescimento da indústria. Em 1960, Nasser nacionalizou a imprensa egípcia, que já vinha cooperando com seu governo, para orientar a cobertura das questões socioeconômicas do país e galvanizar o apoio público às suas medidas socialistas.
Em 28 de setembro de 1961, unidades do exército lançaram um golpe em Damasco, declarando a secessão da Síria da UAR. Em resposta, unidades do exército pró-união no norte da Síria se revoltaram e protestos pró-Nasser ocorreram nas principais cidades sírias. Nasser enviou forças especiais egípcias para Latakia para reforçar seus aliados, mas retirou-os dois dias depois, citando a recusa em permitir a luta entre árabes. Abordando o rompimento da UAR em 5 de outubro, Nasser aceitou a responsabilidade pessoal e declarou que o Egito reconheceria um governo eleito da Síria. De acordo com Mohamed Hassanein Heikal, Nasser sofreu algo parecido com um colapso nervoso após a dissolução do sindicato; Ele começou a fumar mais e sua saúde começou a se deteriorar.

### Renascimento no palco regional

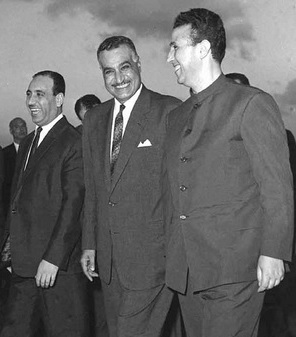
Nasser (centro) recebendo o presidente argelino Ahmed Ben Bella (à direita) e o presidente iraquiano Abdel Salam Aref (à esquerda) para a cúpula da Liga Árabe em Alexandria em setembro de 1964.

A posição regional de Nasser mudou inesperadamente quando oficiais iemenitas liderados pelo partidário de Nasser, Abdullah as-Sallal, derrubaram Muhammad al-Badr do Iêmen do Norte em 27 de setembro de 1962. Muhammad Al-Badr e seus partidários tribais começaram a receber apoio crescente da Arábia Saudita para ajudar a restabelecer o reino, enquanto Nasser subsequentemente aceitou um pedido de Abdullah as-Sallal para ajudar militarmente o novo governo em 30 de setembro. Consequentemente, o Egito se envolveu cada vez mais na prolongada guerra civil até retirar suas forças em 1967. A maioria dos antigos colegas de Nasser questionou a sabedoria de continuar a guerra, mas Abdel Hakim Amer assegurou a Nasser sua futura vitória. Nasser mais tarde observou em 1968 que a intervenção no Iêmen era um "erro de cálculo".
Em julho de 1962, a Argélia se tornou independente da França. Como firme defensor político e financeiro do movimento de independência da Argélia, Nasser considerou a independência do país como uma vitória pessoal. Em meio a esses desdobramentos, uma camarilha pró-Nasser na família real saudita liderada pelo príncipe Talal desertou para o Egito, junto com o chefe do Estado-Maior da Jordânia, no início de 1963.

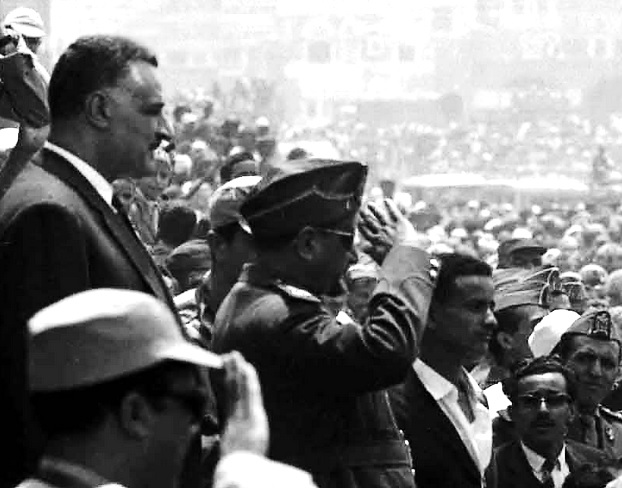
Nasser diante das multidões iemenitas em sua chegada a Saná em abril de 1964. Na frente de Nasser está o presidente iemenita Abdullah al-Sallal.

Em 8 de fevereiro de 1963, um golpe militar no Iraque, liderado por uma aliança Ba'athista-nasserista, derrubou Abdul Karim Kassem, que foi posteriormente morto a tiros. Abdul Salam Arif, um nasserista, foi escolhido para ser o novo presidente. Uma aliança semelhante derrubou o governo sírio em 8 de março. Em 14 de março, os novos governos iraquiano e sírio enviaram delegações até Nasser para pressionar por uma nova união árabe. Na reunião, Nasser criticou os ba'atistas por "facilitar" a separação da Síria da UAR, e afirmou que ele era o "líder dos árabes". Um acordo de unidade transicional que estipulava um sistema federal foi assinado pelas partes em 17 de abril e a nova união foi estabelecida em maio de 1965. No entanto, o acordo se desfez semanas depois quando os ba'atistas da Síria expurgaram os partidários de Nasser do corpo de oficiais. Um golpe fracassado por um coronel nasserista seguiu-se, após o que Nasser condenou os ba'atistas como "fascistas".
Em janeiro de 1964, Nasser convocou uma cúpula da Liga Árabe no Cairo para estabelecer uma resposta árabe unificada contra os planos de Israel de desviar as águas do rio Jordão para fins econômicos, que a Síria e a Jordânia consideraram um ato de guerra. Nasser culpou as divisões árabes pelo que ele considerou uma "situação desastrosa". Ele desencorajou a Síria e os guerrilheiros palestinos de provocarem os israelenses, admitindo que ele não tinha planos para uma guerra com Israel. Durante a cúpula, Nasser desenvolveu relações cordiais com o Rei Hussein da Jordânia, e os laços foram consertados com os governantes da Arábia Saudita, Síria e Marrocos. Em maio, Nasser passou a compartilhar formalmente sua posição de liderança sobre a questão palestina, iniciando a criação da Organização de Libertação da Palestina (OLP). Na prática, Nasser usou a OLP para exercer controle sobre os fedayin palestinos. Sua cabeça deveria ser Ahmad Shukeiri, o candidato pessoal de Nasser.
Após anos de coordenação de política externa e desenvolvimento de laços, Nasser, o presidente Sukarno da Indonésia, o presidente Josip Broz Tito da Iugoslávia e o primeiro-ministro Jawaharlal Nehru da Índia fundaram o Movimento Não Alinhado (NAM) em 1961. Seu objetivo declarado era solidificar o não alinhamento internacional e promover a paz mundial em meio à Guerra Fria, acabar com a colonização e aumentar a cooperação econômica entre os países em desenvolvimento. Em 1964, Nasser tornou-se presidente do NAM e realizou a segunda conferência da organização no Cairo.
Nasser desempenhou um papel significativo no fortalecimento da solidariedade africana no final dos anos 1950 e início dos anos 1960, embora seu papel de liderança continental tivesse passado cada vez mais para a Argélia desde 1962. Durante esse período, Nasser tornou o Egito um refúgio para líderes anticoloniais de vários países africanos e permitiu a transmissão da propaganda anticolonial do Cairo. A partir de 1958, Nasser teve um papel fundamental nas discussões entre os líderes africanos que levaram ao estabelecimento da Organização da Unidade Africana (OUA) em 1963.

## Esforços de modernização e dissidência interna

### Al-Azhar

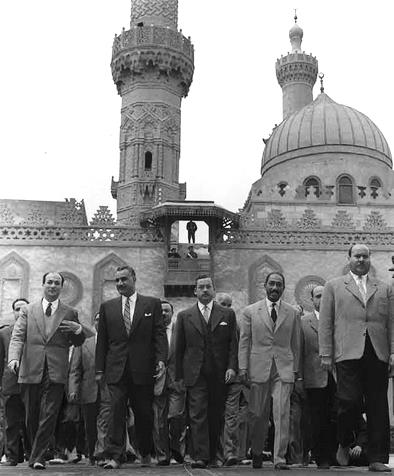
Funcionários do governo que participaram das orações na mesquita Al-Azhar em 1959. Da esquerda para a direita: o ministro do Interior, Zakaria Mohieddin, Nasser, o ministro dos Assuntos Sociais, Hussein el-Shafei, e o secretário da União Nacional, Anwar Sadat.

Em 1961, Nasser procurou estabelecer firmemente o Egito como o líder do mundo árabe e promover uma segunda revolução no Egito com o objetivo de fundir o pensamento islâmico e socialista. Para conseguir isso, ele iniciou várias reformas para modernizar o al-Azhar e para assegurar sua proeminência sobre a Irmandade Muçulmana e o wahabismo mais conservador promovido pela Arábia Saudita. Nasser usou o ulema (eruditos) mais disposto a al-Azhar como contrapeso à influência islâmica da Irmandade, a partir de 1953.
Nasser instruiu al-Azhar a criar mudanças que gotejou para os níveis mais baixos da educação egípcia, consequentemente permitindo o estabelecimento de escolas coeducacionais e a introdução da evolução no currículo escolar. As reformas também incluíram a fusão de tribunais religiosos e civis. Além disso, Nasser forçou al-Azhar a emitir um fatwa admitindo muçulmanos xiitas, alauitas e drusos no islamismo dominante; por séculos antes, al-Azhar os considerou "hereges".

### Rivalidade com Amer
Após a secessão da Síria, Nasser ficou preocupado com a incapacidade de Abdel Hakim Amer de treinar e modernizar o exército. No final de 1961, Nasser estabeleceu o Conselho Presidencial e decretou a autoridade para aprovar todas as nomeações militares seniores, em vez de deixar essa responsabilidade exclusivamente para Amer. Além disso, ele instruiu que o principal critério de promoção deveria ser o mérito e não a lealdade pessoal. Nasser retratou a iniciativa depois que os aliados de Amer no corpo de oficiais ameaçaram se mobilizar contra ele.
No início de 1962, Nasser tentou novamente tomar o controle do comando militar de Amer e ele respondeu confrontando Nasser pela primeira vez e secretamente reunindo seus oficiais leais. Nasser finalmente recuou, desconfiado de um possível confronto violento entre os militares e seu governo civil. De acordo com Boghdadi, o estresse causado pelo colapso da UAR e a crescente autonomia de Amer forçaram Nasser, que já tinha diabetes, a viver praticamente de analgésicos a partir de então.

### Carta Nacional e segundo mandato
Em outubro de 1961, Nasser embarcou em um importante programa de nacionalização do Egito, acreditando que a adoção total do socialismo era a resposta para os problemas de seu país e teria evitado a secessão da Síria. A fim de organizar e solidificar sua base popular com os cidadãos do Egito e combater a influência do exército, Nasser introduziu a Carta Nacional em 1962 e uma nova constituição. A carta pedia cuidados de saúde universais, habitação a preços acessíveis, escolas vocacionais, maiores direitos das mulheres e um programa de planeamento familiar, bem como a ampliação do Canal de Suez.
Nasser também tentou manter a supervisão do serviço civil do país para evitar que ele inflasse e, consequentemente, se tornasse um fardo para o estado. Novas leis proporcionaram aos trabalhadores um salário-mínimo, participação nos lucros, educação gratuita, assistência médica gratuita, redução do horário de trabalho e incentivo para participar da administração. As reformas agrárias garantiram a segurança dos agricultores arrendatários, promoveram o crescimento agrícola e reduziram a pobreza rural. Como resultado das medidas de 1962, a propriedade governamental de empresas egípcias chegou a 51%, e a União Nacional foi renomeada como União Socialista Árabe (ASU). Com essas medidas, houve mais repressão interna, com a prisão de milhares de islâmicos, incluindo dezenas de oficiais militares. A inclinação de Nasser em direção a um sistema de estilo soviético levou seus assessores Boghdadi e Hussein el-Shafei a apresentarem suas renúncias em protesto.
Durante o referendo presidencial no Egito, Nasser foi reeleito para um segundo mandato como presidente da UAR e prestou seu juramento em 25 de março de 1965. Ele era o único candidato para o cargo, com praticamente todos os seus opositores políticos proibidos por lei de concorrerem e seus companheiros do partido reduzido a meros seguidores. Naquele mesmo ano, Nasser teve o ideólogo-chefe da Irmandade Muçulmana, Sayyid Qutb, preso. Qutb foi acusado e considerado culpado pelo tribunal de conspirar para assassinar Nasser e foi executado em 1966. Começando em 1966, quando a economia do Egito desacelerou e a dívida do governo tornou-se cada vez mais onerosa, Nasser começou a aliviar o controle estatal sobre o setor privado, empréstimos bancários para empresas privadas e introduzir incentivos para aumentar as exportações. Durante os anos 60, a economia egípcia passou da lentidão à beira do colapso, a sociedade tornou-se menos livre e o apelo de Nasser diminuiu consideravelmente.

## Guerra dos Seis Dias

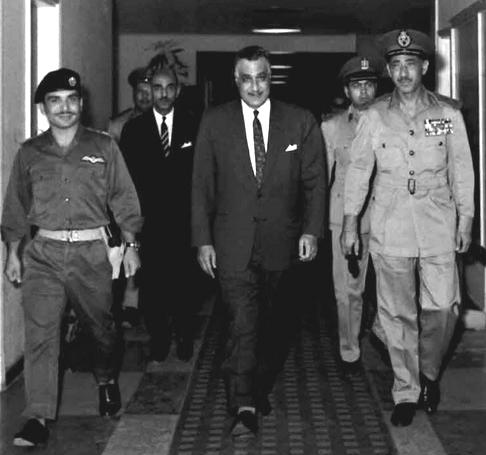
Nasser (centro), Rei Hussein da Jordânia (à esquerda) e o chefe do Estado-Maior do Exército egípcio Abdel Hakim Amer (à direita) no comando supremo da sede das Forças Armadas no Cairo antes de assinar um pacto de defesa mútua em 1967.

Em meados de maio de 1967, a União Soviética emitiu alertas a Nasser sobre um ataque israelense iminente à Síria, embora o chefe do Estado-Maior, Mohamed Fawzi, considerasse os alertas "sem fundamento". Segundo Hamdi Qandil, sem a autorização de Nasser, Abdel Hakim Amer usou as advertências soviéticas como pretexto para despachar tropas para Sinai em 14 de maio e posteriormente Nasser exigiu a retirada da UNEF. Mais cedo naquele dia, Nasser recebeu um aviso do Rei Hussein da Jordânia sobre o conluio entre israelenses e americanos para arrastar o Egito para a guerra. A mensagem foi originalmente recebida por Abdel Hakim Amer em 2 de maio, mas foi retida por Nasser até o desdobramento do impasse de Sinai em 14 de maio. Embora nos meses anteriores, Hussein e Nasser tivessem se acusado mutuamente de evitar uma briga com Israel, Hussein, apesar de tudo, desconfiava que uma guerra egípcia-israelense arriscaria a ocupação da Cisjordânia por Israel. Nasser ainda achava que os EUA impediriam que Israel atacasse devido às garantias que recebeu dos EUA e da União Soviética. Por sua vez, ele também garantiu a ambos os poderes que o Egito só agiria defensivamente.
Em 21 de maio, Abdel Hakim Amer pediu a Nasser que ordenasse o bloqueio do Estreito de Tiran, um movimento que Nasser acreditava que Israel usaria como um casus belli. Amer assegurou-lhe que o exército estava preparado para o confronto, mas Nasser duvidava da avaliação de Amer sobre a prontidão dos militares. De acordo com o vice-presidente de Nasser, Zakaria Mohieddin, apesar de "Amer ter autoridade absoluta sobre as forças armadas, Nasser tinha suas maneiras de saber o que realmente estava acontecendo". Além disso, Amer antecipou um ataque israelense iminente e defendeu um ataque preventivo. Nasser recusou o apelo após a determinação de que a força aérea não tinha pilotos e os oficiais escolhidos a dedo de Amer eram incompetentes. Ainda assim, Nasser concluiu que se Israel atacasse, a vantagem quantitativa do Egito em mão de obra e armas poderia afastar as forças israelenses por pelo menos duas semanas, permitindo a diplomacia para um cessar-fogo. No final de maio, Nasser trocou cada vez mais suas posições de dissuasão por deferência à inevitabilidade da guerra, sob crescente pressão para agir tanto pela população árabe geral quanto por vários governos árabes. Em 26 de maio, Nasser declarou: "nosso objetivo básico será destruir Israel". Em 30 de maio, o rei Hussein comprometeu a Jordânia em uma aliança com o Egito e a Síria.
Na manhã de 5 de junho, a Força Aérea de Israel atingiu os campos aéreos egípcios, destruindo grande parte da Força Aérea Egípcia. Antes do fim do dia, as unidades blindadas de Israel cortaram as linhas de defesa egípcias e capturaram a cidade de Alarixe. No dia seguinte, Amer ordenou a retirada imediata das tropas egípcias de Sinai — causando a maioria das baixas egípcias durante a guerra. Israel capturou rapidamente Sinai e a Faixa de Gaza, do Egito, a Cisjordânia, da Jordânia, e as Colinas de Golã, da Síria.
Segundo Anwar Al Sadat, foi somente quando os israelenses cortaram a guarnição egípcia em Sharm el-Sheikh que Nasser ficou ciente da gravidade da situação. Depois de ouvir falar do ataque, ele correu para o quartel-general do exército para perguntar sobre a situação militar. O conflito latente entre Nasser e Amer subsequentemente veio à tona e os oficiais presentes relataram que o par explodiu em "um jogo de gritos sem parar". O Comitê Executivo Supremo, criado por Nasser para supervisionar a condução da guerra, atribuiu as repetidas derrotas egípcias à rivalidade de Nasser-Amer e à incompetência geral de Amer. Segundo o diplomata egípcio Ismail Fahmi, que se tornou ministro das Relações Exteriores durante a presidência de Sadat, a invasão israelense e a consequente derrota do Egito resultaram da rejeição de Nasser de toda análise racional da situação e de sua empreitada de uma série de decisões irracionais.

### Renúncia e rescaldo
Durante os primeiros quatro dias da guerra, a população geral do mundo árabe acreditava nas fabricações de emissoras de rádio árabes sobre uma iminente vitória árabe. Em 9 de junho, Nasser apareceu na televisão para informar os cidadãos do Egito sobre a derrota de seu país. Ele anunciou sua renúncia na televisão mais tarde naquele dia e cedeu todos os poderes presidenciais ao seu então vice-presidente Zakaria Mohieddin, que não tinha informações prévias sobre essa decisão e se recusou a aceitar o cargo. Centenas de milhares de simpatizantes foram para as ruas em manifestações em massa por todo o Egito e em todo o mundo árabe, rejeitando sua renúncia, gritando: "Nós somos seus soldados, Gamal!" Nasser retratou sua decisão no dia seguinte.

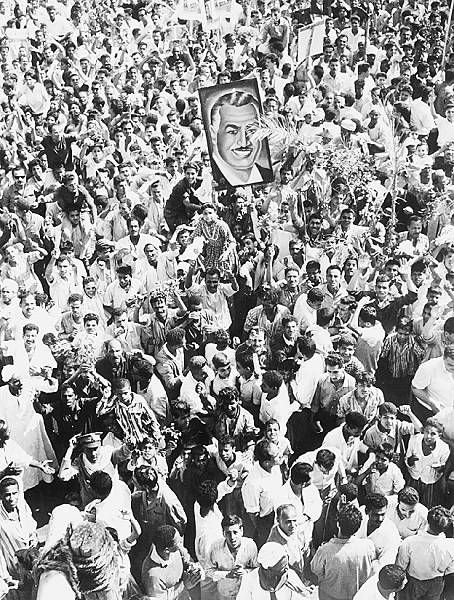
Manifestantes egípcios protestando contra a renúncia de Nasser em 1967.

Em 11 de julho, Nasser substituiu Amer por Mohamed Fawzi como comandante geral, por causa dos protestos dos partidários do exército de Amer, dos quais 600 marcharam em quartéis do exército e exigiram a reintegração de Amer. Depois que Nasser demitiu trinta dos partidários em resposta, Amer e seus aliados criaram um plano para derrubá-lo em 27 de agosto. Nasser foi avisado sobre suas atividades e, depois de vários convites, convenceu Amer a encontrá-lo em sua casa no dia 24 de agosto. Nasser confrontou Amer sobre o golpe, que ele negou antes de ser preso por Mohieddin. Amer cometeu suicídio em 14 de setembro. Apesar de sua relação azeda com Amer, Nasser falou em perder "a pessoa mais próxima a ele". Posteriormente, Nasser iniciou um processo de despolitização das forças armadas, prendendo dezenas de importantes figuras militares e de inteligência leais à Amer.
Na cúpula da Liga Árabe de 29 de agosto em Cartum, a habitual posição de comando de Nasser recuou quando os chefes de Estado presentes esperavam que o Rei Faisal da Arábia Saudita liderasse. Um cessar-fogo na guerra do Iêmen foi declarado e a cimeira concluída com a Resolução de Cartum. A União Soviética logo reabasteceu os militares egípcios com cerca de metade de seus antigos arsenais e rompeu relações diplomáticas com Israel. Nasser cortou relações com os EUA após a guerra e, de acordo com Said Aburish, sua política de "jogar as superpotências umas contra as outras" acabou. Em novembro, Nasser aceitou a Resolução 242 da ONU, que pedia a retirada de Israel dos territórios adquiridos na guerra. Seus partidários afirmaram que a decisão de Nasser era para ganhar tempo para se preparar para outro confronto com Israel, enquanto seus detratores acreditavam que sua aceitação da resolução indicava um interesse crescente pela independência palestina.

## Anos finais da presidência

### Reformas domésticas e mudanças governamentais

Nasser dirigindo-se à nação num discurso televisivo, em 1968

Nasser nomeou a si mesmo para os cargos adicionais de primeiro-ministro e comandante supremo das forças armadas em 19 de junho de 1967. Irritados com a aparente clemência do tribunal militar com oficiais da força aérea acusados de negligência durante a guerra de 1967, trabalhadores e estudantes lançaram protestos pedindo reformas políticas importantes no final de fevereiro de 1968. Nasser respondeu às manifestações, o desafio público mais significativo ao seu governo desde os protestos dos trabalhadores em março de 1954, removendo a maioria dos militares do seu gabinete e apontando oito civis no lugar de vários membros do alto escalão da União Socialista Árabe (ASU). Em 3 de março, Nasser ordenou que o aparato de inteligência do Egito se concentrasse na espionagem externa, e não na doméstica, e declarou a "queda do estado de mukhabarat".
Em 30 de março, Nasser proclamou um manifesto estipulando a restauração das liberdades civis, maior independência parlamentar do executivo, grandes mudanças estruturais na ASU e uma campanha para livrar o governo de elementos corruptos. Um referendo público aprovou as medidas propostas em maio e realizou eleições subsequentes para o Supremo Comitê Executivo, o mais alto órgão decisório da ASU. Observadores disseram que a declaração sinalizava uma mudança importante da repressão política para a liberalização, embora suas promessas não fossem atendidas.
Nasser nomeou Anwar Al Sadat e Hussein el-Shafei como seus vice-presidentes em dezembro de 1969. A essa altura, as relações com seus outros companheiros militares originais, ou seja, Khaled e Zakaria Mohieddin e o ex-vice-presidente Ali Sabri, haviam se esgotado. Em meados da década de 1970, Nasser ponderou substituir Sadat por Boghdadi após se reconciliar com ele.

### Guerra do Atrito e iniciativas diplomáticas regionais

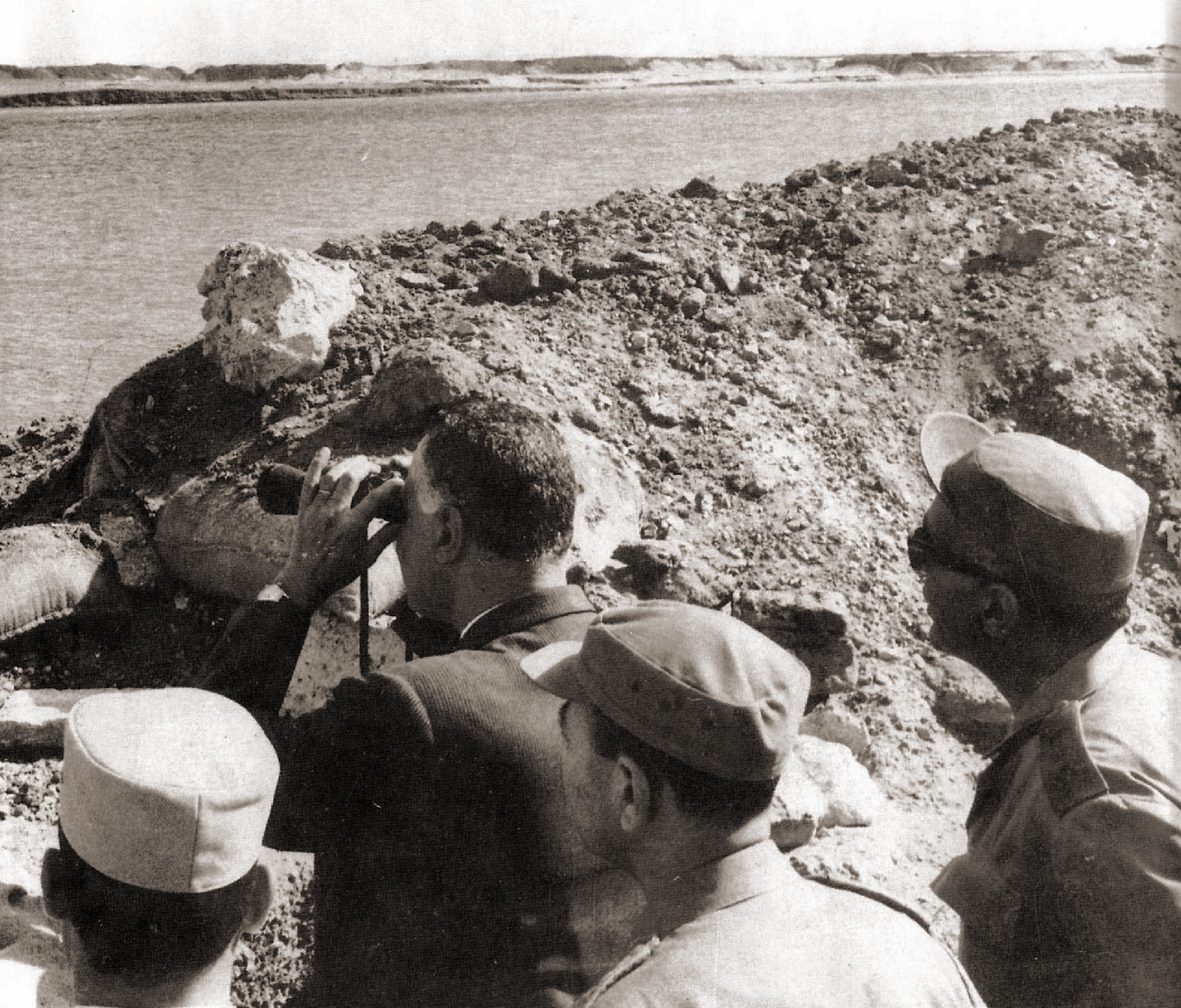
Nasser observando a frente de Suez com oficiais egípcios durante a Guerra de Atrito de 1968. O Comandante Geral, Mohamed Fawzi, está diretamente atrás de Nasser e à sua esquerda está o Chefe de Gabinete, Abdel Moneim Riad.

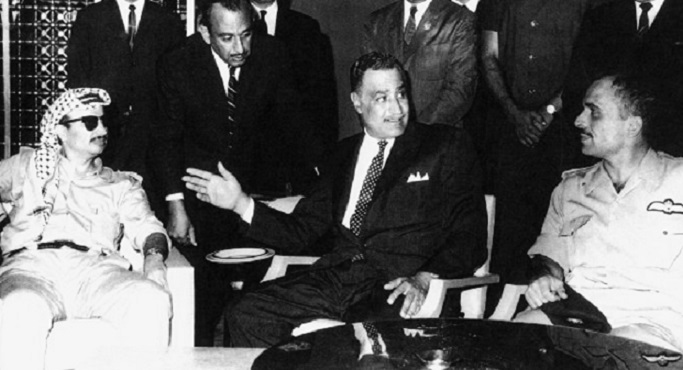
Nasser negociando um cessar-fogo entre Yasser Arafat da OLP (à esquerda) e o rei Hussein da Jordânia (à direita) na cúpula emergencial da Liga Árabe no Cairo em 27 de setembro de 1970, um dia antes da morte de Nasser.

Enquanto isso, em janeiro de 1968, Nasser iniciou a Guerra de Atrito para recuperar o território capturado por Israel, ordenando ataques contra posições israelenses a leste do então bloqueado Canal de Suez. Em março, Nasser ofereceu os braços e fundos do movimento Fatah, de Yasser Arafat, após o seu desempenho contra as forças israelenses na Batalha de Karameh naquele mês. Ele também aconselhou Arafat a pensar na paz com Israel e no estabelecimento de um Estado palestino que incluísse a Cisjordânia e a Faixa de Gaza. Nasser efetivamente cedeu sua liderança da "questão da Palestina" para Arafat.
Israel revidou contra os bombardeios egípcios com ataques de comando, bombardeios de artilharia e ataques aéreos. Isso resultou em um êxodo de civis de cidades egípcias ao longo da margem ocidental do Canal de Suez. Nasser cessou todas as atividades militares e iniciou um programa para construir uma rede de defesas internas, enquanto recebia o apoio financeiro de vários estados árabes. A guerra recomeçou em março de 1969. Em novembro, Nasser intermediou um acordo entre a OLP e os militares libaneses que concediam aos guerrilheiros palestinos o direito de usar o território libanês para atacar Israel.
Em junho de 1970, Nasser aceitou o Plano Rogers, patrocinado pelos Estados Unidos, que pedia o fim das hostilidades e uma retirada israelense do território egípcio, mas foi rejeitado por Israel, a OLP e a maioria dos estados árabes, exceto a Jordânia. Nasser rejeitou inicialmente o plano, mas sofreu sob pressão da União Soviética, que temia que a escalada do conflito regional pudesse arrastá-lo para uma guerra com os EUA. Ele também determinou que um cessar-fogo poderia servir como um passo tático em direção ao objetivo estratégico de recapturar o Canal de Suez. Nasser evitou qualquer movimento em direção a negociações diretas com Israel. Em dezenas de discursos e declarações, Nasser postulou a equação de que qualquer negociação direta de paz com Israel equivaleria a se render. Após a aceitação de Nasser, Israel concordou com um cessar-fogo e Nasser usou a calmaria na luta para mover mísseis SAM em direção à zona do canal.
Enquanto isso, as tensões na Jordânia entre uma OLP cada vez mais autônoma e o governo do Rei Hussein estavam fervendo e uma campanha militar foi lançada para derrotar as forças da OLP. A ofensiva elevou os riscos de uma guerra regional e levou Nasser a realizar uma cúpula emergencial da Liga Árabe no dia 27 de setembro, no Cairo, onde ele forjou um cessar-fogo.

## Morte e funeral

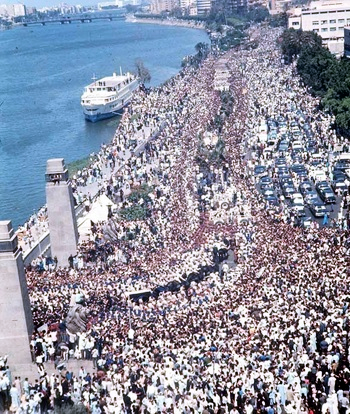
Procissão fúnebre de Nasser assistida por cinco milhões de pessoas no Cairo em 1 de outubro de 1970.

Quando a cúpula foi encerrada em 28 de setembro de 1970, horas depois de escoltar o último líder árabe para partir, Nasser sofreu um ataque cardíaco. Ele foi imediatamente transportado para sua casa, onde seus médicos cuidaram dele. Nasser morreu várias horas depois, por volta das 18h. Mohamed Hassanein Heikal, Anwar Al Sadat e a esposa de Nasser, Tahia Kazem, estavam em seu leito de morte. Segundo seu médico, al-Sawi Habibi, a provável causa de morte de Nasser foi arteriosclerose, varizes e complicações da diabetes de longa data. Nasser era um fumante com uma história familiar de doença cardíaca — dois de seus irmãos morreram em seus cinquenta anos da mesma condição. O estado da saúde de Nasser não era conhecido do público antes de sua morte. Ele já havia sofrido ataques cardíacos em 1966 e setembro de 1969.
Após o anúncio da morte de Nasser, o Egito e o mundo árabe ficaram em estado de choque. O cortejo fúnebre de Nasser no Cairo em 1.º de outubro contou com a participação de pelo menos cinco milhões de pessoas. A procissão de 10 quilômetros para seu local de enterro começou na antiga sede da RCC com um viaduto pelos jatos MiG-21. Seu caixão coberto por uma bandeira estava preso a uma carruagem puxada por seis cavalos e liderada por uma coluna de cavaleiros. Todos os chefes de estado árabes compareceram, com exceção do Rei Faisal da Arábia Saudita. O Rei Hussein da Jordânia e Yasser Arafat choraram abertamente, e Muammar Gaddafi, da Líbia, desmaiou de problemas emocionais duas vezes. Alguns dos principais dignitários não árabes estavam presentes, incluindo o primeiro-ministro soviético Alexei Kossygin e o primeiro-ministro francês Jacques Chaban-Delmas.

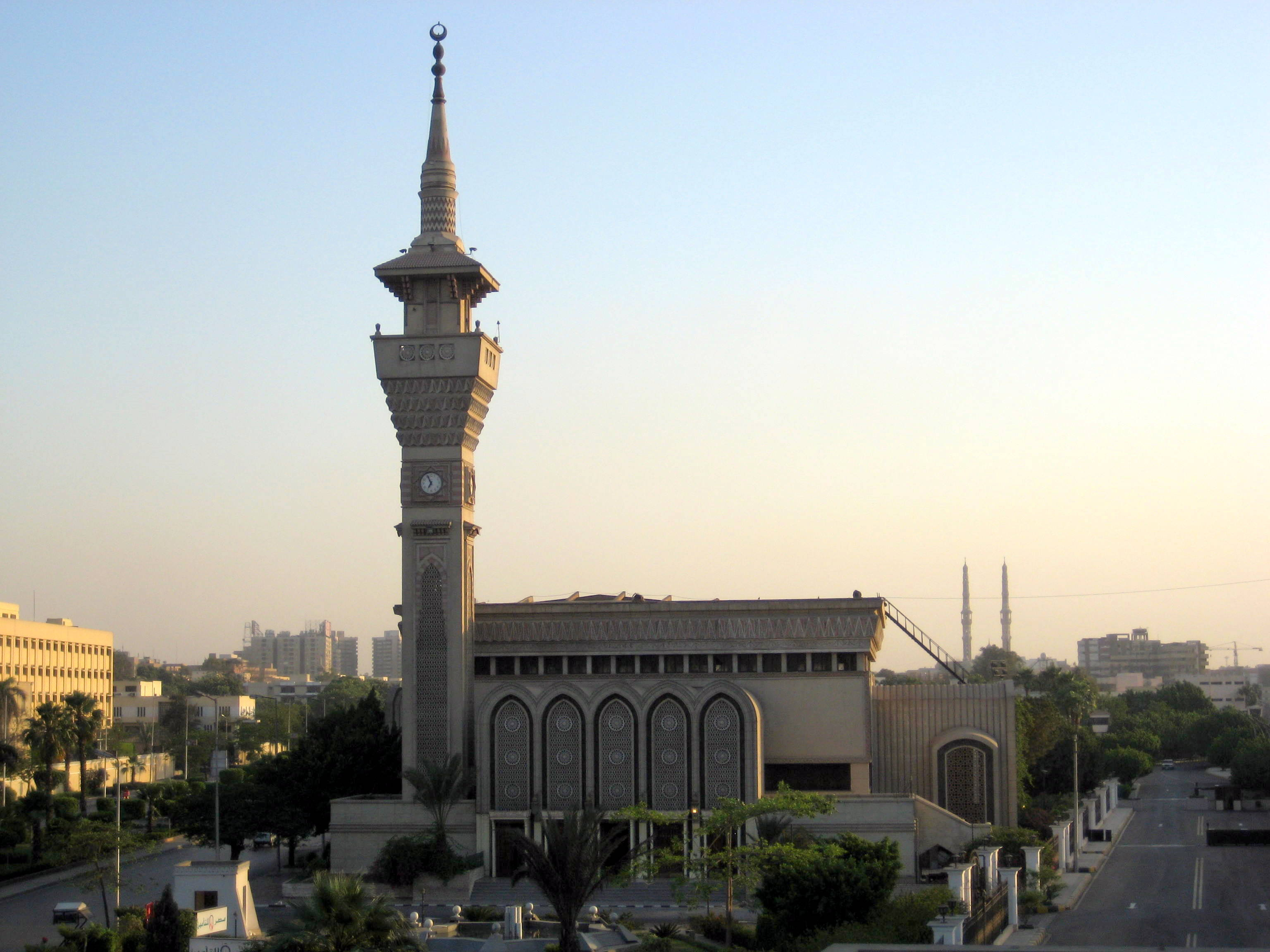
Mesquita Abdel Nasser Jamal no Cairo, o local de seu enterro.

Quase imediatamente depois que a procissão começou, os enlutados tragaram o caixão de Nasser, cantando: "Não há Deus senão Alá, e Nasser é o amado de Deus… Cada um de nós é Nasser". A polícia tentou em vão sufocar as multidões e, como resultado, a maioria dos dignitários estrangeiros foi evacuada. O destino final era a Mesquita de Nasr, que depois foi renomeada como Mesquita Abdel Nasser, onde Nasser foi enterrado.
Por causa de sua capacidade de motivar paixões nacionalistas, "homens, mulheres e crianças choraram e lamentaram nas ruas" depois de ouvir falar de sua morte, segundo Anthony Nutting. A reação geral dos árabes foi de luto, com milhares de pessoas entrando nas ruas das principais cidades do mundo árabe. Mais de uma dúzia de pessoas foram mortas em Beirute como resultado do caos e em Jerusalém cerca de 75 000 árabes marcharam pela Cidade Antiga cantando: "Nasser nunca morrerá". Como prova de sua liderança incontestada do povo árabe, após sua morte, a manchete do jornal libanês Le Jour dizia: "Cem milhões de seres humanos — os árabes — estão órfãos". Sherif Hetata, ex-prisioneiro político disse que "a maior conquista de Nasser foi seu funeral. O mundo nunca mais verá cinco milhões de pessoas chorando juntas".

## Legado
Nasser tornou o Egito totalmente independente da influência britânica e o país se tornou uma grande potência em desenvolvimento no mundo sob sua liderança. Um dos principais esforços domésticos de Nasser foi estabelecer a justiça social, que ele considerava um pré-requisito para a democracia liberal. Durante a sua presidência, os cidadãos comuns desfrutaram de um acesso sem precedentes a habitação, educação, emprego, serviços de saúde e nutrição, bem como outras formas de bem-estar social, enquanto a influência feudal diminuía.
No entanto, esses avanços vieram à custa das liberdades civis. No Egito de Nasser, a mídia era rigidamente controlada, a correspondência era aberta e os telefones eram escutas telefônicas. Ele foi eleito em 1956, 1958 e 1965 em plebiscitos nos quais ele era o único candidato, cada vez alegando apoio unânime ou quase unânime. Com poucas exceções, o legislativo fez pouco mais que aprovar as políticas de Nasser. Como a legislatura era composta quase inteiramente de apoiadores do governo, Nasser efetivamente detinha todo o poder governante da nação.
No final de sua presidência, o emprego e as condições de trabalho melhoraram consideravelmente, embora a pobreza ainda fosse alta no país e os recursos substanciais destinados ao bem-estar social tivessem sido desviados para o esforço de guerra.
A economia nacional cresceu significativamente através da reforma agrária, dos grandes projetos de modernização, como as siderúrgicas Helwan e a barragem de Aswan, e os esquemas de nacionalização como o do Canal de Suez. No entanto, o crescimento econômico acentuado do início da década de 1960 sofreu uma retração no restante da década, apenas se recuperando em 1970. O Egito viveu uma "era de ouro" da cultura durante a presidência de Nasser, segundo o historiador Joel Gordon, particularmente no cinema, televisão, teatro, rádio, literatura, belas artes, comédia, poesia e música. O Egito, sob o comando de Nasser, dominou o mundo árabe nesses campos, produzindo ícones culturais.
Durante a presidência de Hosni Mubarak, partidos políticos nasseristas começaram a surgir no Egito, sendo o primeiro o Partido Nasserista Democrático Árabe (ADNP). O partido teve pouca influência política e as divisões entre os seus membros a partir de 1995 resultaram no estabelecimento gradual de partidos dissidentes, incluindo a fundação do Karama por Hamdeen Sabahi em 1997. Sabahi ficou em terceiro lugar durante a eleição presidencial de 2012. Ativistas nasseristas estavam entre os fundadores da Kefaya, uma grande força de oposição durante o governo de Mubarak. Em 19 de setembro de 2012, quatro partidos nasseristas (o ADNP, Karama, o Partido Nacional de Conciliação e o Partido Popular do Congresso Nasserista) fundiram-se para formar o Partido Nasserista Unido.

### Imagem
Nasser era conhecido por seu relacionamento íntimo com os egípcios comuns. Sua disponibilidade para o público, apesar das tentativas de assassinato contra ele, era incomparável entre seus sucessores. Um orador habilidoso, Nasser fez 1359 discursos entre 1953 e 1970, um recorde para qualquer chefe de estado egípcio. O historiador Elie Podeh escreveu que um tema constante da imagem de Nasser era "sua capacidade de representar a autenticidade egípcia, em triunfo ou derrota". A imprensa nacional também ajudou a promover sua popularidade e perfil — mais ainda depois da nacionalização da mídia estatal. O historiador Tarek Osman escreveu:
A interação entre o "fenômeno" de Nasser entre a expressão genuína do sentimento popular e a propaganda patrocinada pelo Estado pode às vezes ser difícil de desembaraçar. Mas por trás disso reside um fato histórico vital: que Gamal Abdel Nasser significa o único projeto de desenvolvimento verdadeiramente egípcio na história do país desde a queda do estado faraônico. Houve outros projetos […] Mas isso foi diferente - em origem, significado e impacto. Pois Nasser era um homem do solo egípcio que havia derrubado a monarquia mais estabelecida e sofisticada do Oriente Médio em um movimento rápido e sem derramamento de sangue - para a aclamação de milhões de pobres oprimidos egípcios — e inaugurou um programa de “justiça social”, “progresso e desenvolvimento” e “dignidade”
Enquanto Nasser era cada vez mais criticado pelos intelectuais egípcios após a Guerra dos Seis Dias e sua morte em 1970, o público em geral era persistentemente simpático tanto durante quanto depois da vida de Nasser. Segundo o cientista político Mahmoud Hamad em 2008, "a nostalgia por Nasser é facilmente sentida no Egito e em todos os países árabes de hoje". O mal-estar geral na sociedade egípcia, particularmente durante a era de Mubarak, aumentava a nostalgia da presidência de Nasser, que cada vez mais se associava aos ideais de propósito nacional, esperança, coesão social e cultura vibrante.
Até os dias atuais, Nasser serve como uma figura icônica em todo o mundo árabe, um símbolo da unidade e dignidade árabes, e uma figura imponente na moderna história do Oriente Médio. Ele também é considerado um defensor da justiça social no Egito. A Time escreve que apesar de seus erros e deficiências, Nasser "transmitiu um senso de valor pessoal e orgulho nacional que [o Egito e os árabes] não sabiam há 400 anos. Isso por si só pode ter sido suficiente para equilibrar suas falhas e fracassos".
O historiador Steven A. Cook escreveu em julho de 2013: "O apogeu de Nasser ainda representa, para muitos, a última vez que o Egito se sentiu unido sob os líderes cujos princípios adotados atendem às necessidades dos egípcios comuns". Durante a Primavera Árabe, que resultou em uma revolução no Egito, fotografias de Nasser foram levantadas no Cairo e nas capitais árabes durante manifestações antigovernamentais. Segundo o jornalista Lamis Andoni, Nasser tornou-se um "símbolo da dignidade árabe" durante as manifestações em massa.

### Crítica
Anwar Al Sadat declarou sua intenção de "continuar o caminho de Nasser" em seu discurso de posse presidencial de 7 de outubro de 1970, mas começou a afastar-se das políticas nasseristas à medida que sua posição doméstica melhorava após a guerra de outubro de 1973. A política Infitah do presidente Sadat buscava abrir a economia do Egito para investimentos privados. De acordo com Mohamed Hassanein Heikal, os desenvolvimentos anti-Nasser que se seguiram até os dias de hoje levaram a um Egito "[meio] em guerra com Abdel-Nasser, metade [em guerra] com Anwar El-Sadat".
Os detratores egípcios de Nasser o consideravam um ditador que frustrou o progresso democrático, prendeu milhares de dissidentes e liderou uma administração repressora responsável por várias violações dos direitos humanos. Os islamitas no Egito viam Nasser como opressivo, tirânico e demoníaco. O escritor Tawfiq al-Hakim descreveu Nasser como um "sultão confuso" que empregava uma retórica emocionante, mas não tinha um plano real para alcançar seus objetivos declarados.
Alguns dos críticos liberais e islamistas de Nasser no Egito, incluindo os membros fundadores do Partido Wafd e o escritor Jamal Badawi, rejeitaram o apelo popular de Nasser com as massas egípcias durante sua presidência como sendo o produto de manipulação e demagogia de sucesso. A cientista política egípcia Alaa al-Din Desouki culpou as deficiências da revolução de 1952 sobre a concentração de poder de Nasser e a falta de democracia do Egito no estilo político de Nasser e as limitações de seu governo à liberdade de expressão e participação política.
O cientista político americano Mark Cooper afirmou que o carisma de Nasser e sua relação direta com o povo egípcio "tornaram desnecessários intermediários (organizações e indivíduos)". Ele opinou que o legado de Nasser era uma "garantia de instabilidade" devido à dependência do poder pessoal e à ausência de instituições políticas fortes sob seu domínio. O historiador Abd al-Azim Ramadan escreveu que Nasser era um líder irracional e irresponsável, culpando sua inclinação à tomada de decisões solitária pelas perdas do Egito durante a Guerra de Suez, entre outros eventos. Miles Copeland Jr., um oficial da Agência Central de Inteligência conhecido por sua estreita relação pessoal com Nasser, disse que as barreiras entre Nasser e o mundo exterior se tornaram tão espessas que quase todas as informações que atestam sua infalibilidade, indispensabilidade e imortalidade foram filtradas.
Nasser disse a um jornal da Alemanha Oriental em 1964 que "nenhuma pessoa, nem mesmo a mais simples, leva a sério a mentira dos seis milhões de judeus que foram assassinados [no Holocausto]". No entanto, ele não é conhecido por ter novamente chamado publicamente a cifra de seis milhões em questão, talvez porque seus conselheiros e contatos da Alemanha Oriental o tivessem aconselhado sobre o assunto.

### Liderança Regional
Por meio de suas ações e discursos, e porque ele era capaz de simbolizar a vontade árabe popular, Nasser inspirou várias revoluções nacionalistas no mundo árabe. Ele definiu a política de sua geração e se comunicou diretamente com as massas públicas do mundo árabe, ignorando os vários chefes de Estado desses países — uma conquista não repetida por outros líderes árabes. A extensão da centralidade de Nasser na região tornava uma prioridade para os chefes de Estado nacionalistas árabes que se aproximavam buscar boas relações com o Egito, a fim de obter legitimidade popular de seus próprios cidadãos.
Em diferentes graus, o sistema estatista de Nasser foi emulado por praticamente todas as repúblicas árabes, nomeadamente a Argélia, Síria, Iraque, Tunísia, Iêmen, Sudão e Líbia. Ahmed Ben Bella, o primeiro presidente da Argélia, era um nasserista convicto. Abdullah as-Sallal expulsou o rei do Iêmen do Norte em nome do pan-arabismo de Nasser. Outros golpes influenciados por Nasser incluíram os que ocorreram no Iraque em julho de 1958 e na Síria em 1963. Muammar Gaddafi, que derrubou a monarquia líbia em 1969, considerou Nasser seu herói e procurou sucedê-lo como "líder dos árabes". Também em 1969, o coronel Yaffar al Numeiry, um partidário de Nasser, assumiu o poder no Sudão. O Movimento Nacionalista Árabe (ANM) ajudou a espalhar as ideias panarabistas de Nasser por todo o mundo árabe, particularmente entre os palestinos, sírios e libaneses, e no Iêmen do Sul, no Golfo Pérsico e no Iraque. Enquanto muitos chefes de Estado regionais tentavam imitar Nasser, Podeh opinou que o "paroquialismo" de sucessivos líderes árabes "transformou a imitação [de Nasser] em paródia".

### Retratado
Em 1963, o diretor egípcio Youssef Chahine produziu o filme "El Nasser Salah El Dine ("Saladino, o vitorioso")", que intencionalmente traçou paralelos entre Saladino, considerado um herói no mundo árabe, e Nasser e sua política pan-arabista. Nasser é interpretado por Ahmed Zaki em "Nasser 56" de Mohamed Fadel em 1996. O filme estabeleceu o recorde egípcio de bilheteria na época, e se concentrou em Nasser durante a Crise de Suez. Também é considerado um marco no cinema egípcio e árabe como o primeiro filme a dramatizar o papel de um líder árabe moderno. Ele é interpretado por Amir Boutrous na série de televisão da Netflix, "The Crown".

## Vida pessoal
Em 1944, Nasser se casou com Tahia Kazem, a filha de 22 anos de um rico pai iraniano e uma mãe egípcia, que morreram quando ela era jovem. Ela foi apresentada a Nasser por meio de seu irmão, Abdel Hamid Kazim, um amigo mercante de Nasser, em 1943. Após o casamento, o casal mudou-se para uma casa em Manshiyat al-Bakri, um subúrbio do Cairo, onde viveriam pelo resto de suas vidas. A entrada de Nasser no corpo de oficiais em 1937 garantiu-lhe um emprego relativamente bem remunerado numa sociedade em que a maioria das pessoas vivia na pobreza.
Nasser e Tahia às vezes discutiam política em casa, mas, na maior parte do tempo, Nasser mantinha sua carreira separada de sua vida familiar. Ele preferia passar a maior parte do seu tempo livre com seus filhos. Nasser e Tahia tiveram duas filhas e três filhos: Hoda, Mona, Khaled, Abdel Hamid e Abdel Hakim.
Embora ele fosse um defensor da política secular, Nasser era um muçulmano que fez a peregrinação do Hajj a Meca em 1954 e 1965. Ele era conhecido por ser pessoalmente incorruptível, uma característica que aumentou ainda mais sua reputação entre os cidadãos do Egito e do mundo árabe. Os hobbies pessoais de Nasser incluíam jogar xadrez, ver filmes americanos, ler revistas em árabe, inglês e francês e ouvir música clássica.
Nasser mantinha jornadas de trabalho de 18 horas e raramente tirava folga para as férias. A combinação de fumar e trabalhar longas horas contribuiu para sua saúde precária. Ele foi diagnosticado com diabetes no início dos anos 1960 e na época de sua morte em 1970, ele também tinha arteriosclerose, doença cardíaca e pressão alta. Ele sofreu dois grandes ataques cardíacos (em 1966 e 1969) e ficou em repouso por seis semanas após o segundo episódio. A mídia estatal informou que a ausência de Nasser da opinião pública na época era resultado da gripe.